# Németország az 1992. évi nyári olimpiai játékokon
Németország a spanyolországi Barcelonában megrendezett 1992. évi nyári olimpiai játékok egyik részt vevő nemzete volt. Az országot az olimpián 26 sportágban 463 sportoló képviselte, akik összesen 82 érmet szereztek.
Az újraegyesült Németország az 1936-os hazai rendezésű után először vett részt ismét a nyári olimpiai játékokon.

## Érmesek
| Érem  | Versenyző | Sportág       | Versenyszám                    |
| ----- | --- | ------------- | ------------------------------ |
| Arany | Dieter Baumann | Atlétika      | Férfi 5000 m                   |
| Arany | Heike Henkel | Atlétika      | Női magasugrás                 |
| Arany | Heike Drechsler | Atlétika      | Női távolugrás                 |
| Arany | Silke Renk | Atlétika      | Női gerelyhajítás              |
| Arany | Maik Bullmann | Birkózás      | Férfi kötöttfogás, 90 kg       |
| Arany | Thomas Lange | Evezés        | Férfi egypárevezős             |
| Arany | Andreas Hajek Michael Steinbach Stephan Volkert André Willms | Evezés        | Férfi négypárevezős            |
| Arany | Kathrin Boron Kerstin Köppen | Evezés        | Női kétpárevezős               |
| Arany | Kristina Mundt Kerstin Müller Birgit Peter Sybille Schmidt | Evezés        | Női négypárevezős              |
| Arany | Nemzeti válogatott Andreas Becker Christian Blunck Carsten Fischer Volker Fried Michael Hilgers Andreas Keller Michael Knauth Oliver Kurtz Christian Mayerhöfer Sven Meinhardt Michael Metz Klaus Michler Christopher Reitz Stefan Saliger Jan-Peter Tewes Stefan Tewes                     | Gyeplabda     | Férfi                          |
| Arany | Kay Bluhm Torsten Gutsche | Kajak-kenu    | Férfi kajak kettes 500 m       |
| Arany | Kay Bluhm Torsten Gutsche | Kajak-kenu    | Férfi kajak kettes 1000 m      |
| Arany | Mario von Appen Oliver Kegel Thomas Reineck André Wohllebe | Kajak-kenu    | Férfi kajak négyes 1000 m      |
| Arany | Ulrich Papke Ingo Spelly | Kajak-kenu    | Férfi kenu kettes 1000 m       |
| Arany | Birgit Fischer-Schmidt | Kajak-kenu    | Női kajak egyes 500 m          |
| Arany | Anke Nothnagel Ramona Portwich | Kajak-kenu    | Női kajak kettes 500 m         |
| Arany | Elisabeth Micheler-Jones | Kajak-kenu    | Női szlalom kajak egyes        |
| Arany | Bernd Dittert Christian Meyer Uwe Peschel Michael Rich | Kerékpározás  | Férfi csapat időfutam          |
| Arany | Jens Fiedler | Kerékpározás  | Férfi egyéni sprint            |
| Arany | Petra Rossner | Kerékpározás  | Női egyéni üldözőverseny       |
| Arany | Guido Fulst Michael Glöckner Jens Lehmann Stefan Steinweg Andreas Walzer | Kerékpározás  | Férfi csapat üldözőverseny     |
| Arany | Nicole Uphoff | Lovaglás      | Díjlovaglás, egyéni            |
| Arany | Klaus Blkenhol Nicole Uphoff Monica Theodorescu Isabell Werth | Lovaglás      | Díjlovaglás, csapat            |
| Arany | Ludger Beerbaum | Lovaglás      | Díjugratás, egyéni             |
| Arany | Andreas Tews | Ökölvívás     | Pehelysúly                     |
| Arany | Torsten May | Ökölvívás     | Félnehézsúly                   |
| Arany | Ralf Schumann | Sportlövészet | Férfi gyorstüzelő pisztoly     |
| Arany | Michael Jakosits | Sportlövészet | Férfi futócéllövészet          |
| Arany | Ronny Weller | Súlyemelés    | Férfi 110 kg                   |
| Arany | Boris Becker Michael Stich | Tenisz        | Férfi páros                    |
| Arany | Dagmar Hase | Úszás         | Női 400 m gyors                |
| Arany | Alexander Koch Ulrich Schreck Udo Wagner Thorsten Weidner Ingo Weißenborn | Vívás         | Férfi tőr, csapat              |
| Arany | Elmar Borrmann Robert Felisiak Uwe Proske Wladimir Resnitschenko Arnd Schmitt | Vívás         | Férfi párbajtőr, csapat        |
| Ezüst | Steffen Fetzner Jörg Roßkopf | Asztalitenisz | Férfi páros                    |
| Ezüst | Jürgen Schult | Atlétika      | Férfi diszkoszvetés            |
| Ezüst | Rifat Yildiz | Birkózás      | Férfi kötöttfogás, 57 kg       |
| Ezüst | Heiko Balz | Birkózás      | Férfi szabadfogás, 100 kg      |
| Ezüst | Colin Ettingshausen Peter Holtzenbein | Evezés        | Férfi kormányos nélküli kettes |
| Ezüst | Ralf Brudel Karsten Finger Uwe Kellner Thoralf Peters Hendrik Reiher | Evezés        | Férfi kormányos négyes         |
| Ezüst | Ingeburg Schwerzmann Stefani Werremeier | Evezés        | Női kormányos nélküli kettes   |
| Ezüst | Nemzeti válogatott Britta Becker Tanja Dickenscheid Nadine Ernsting-Krienke Christine Ferneck Eva Hagenbäumer Franziska Hentschel Caren Jungjohann Katrin Kauschke Irina Kuhnt Heike Lätzsch Susanne Müller Kristina Peters Simone Thomaschinski Bianca Weiß Anke Wild Susanne Wollschläger | Gyeplabda     | Női                            |
| Ezüst | Ulrich Papke Ingo Spelly | Kajak-kenu    | Férfi kenu kettes 500 m        |
| Ezüst | Katrin Borchert Birgit Fischer-Schmidt Anke Nothnagel Ramona Portwich | Kajak-kenu    | Női kajak négyes 500 m         |
| Ezüst | Annett Neumann | Kerékpározás  | Női egyéni sprint              |
| Ezüst | Jens Lehmann | Kerékpározás  | Férfi egyéni üldözőverseny     |
| Ezüst | Isabell Werth | Lovaglás      | Díjlovaglás, egyéni            |
| Ezüst | Herbert Blöcker | Lovaglás      | Lovastusa, egyéni              |
| Ezüst | Marco Rudolph | Ökölvívás     | Könnyűsúly                     |
| Ezüst | Steffi Graf | Tenisz        | Női egyes                      |
| Ezüst | Andreas Wecker | Torna         | Férfi nyújtó                   |
| Ezüst | Franziska van Almsick | Úszás         | Női 200 m gyors                |
| Ezüst | Dagmar Hase | Úszás         | Női 200 m hát                  |
| Ezüst | Franziska van Almsick Daniela Brendel Jana Dörries Dagmar Hase Daniela Hunger Simone Osygus Bettina Ustrowski | Úszás         | Női 4 × 100 m vegyes váltó     |
| Ezüst | Sabine Bau Annette Dobmeier Zita-Eva Funkenhauser Monika Weber-Koszto Anja Fichtel-Mauritz | Vívás         | Női tőr, csapat                |
| Bronz | Stephan Freigang | Atlétika      | Férfi maraton                  |
| Bronz | Ronald Weigel | Atlétika      | Férfi 50 km gyaloglás          |
| Bronz | Kathrin Neimke | Atlétika      | Női súlylökés                  |
| Bronz | Karen Forkel | Atlétika      | Női gerelyhajítás              |
| Bronz | Sabine Braun | Atlétika      | Női hétpróba                   |
| Bronz | Richard Trautmann | Cselgáncs     | Férfi légsúly                  |
| Bronz | Udo Quellmalz | Cselgáncs     | Férfi harmatsúly               |
| Bronz | Roland Baar Armin Eichholz Detlef Kirchhoff Manfred Klein Bahne Rabe Frank Richter Hans Sennewald Thorsten Streppelhoff Ansgar Wessling | Evezés        | Férfi nyolcas                  |
| Bronz | Antje Frank Annette Hohn Gabriele Mehl Birte Siech | Evezés        | Női kormányos nélküli négyes   |
| Bronz | Sylvia Dördelmann Kathrin Haacker Christiane Harzendorf Daniela Neunast Cerstin Petersmann Dana Pyritz Ute Schell Annegret Strauch Judith Zeidler | Evezés        | Női nyolcas                    |
| Bronz | Olaf Heukrodt | Kajak-kenu    | Férfi kenu egyes 500 m         |
| Bronz | Jochen Lettmann | Kajak-kenu    | Férfi szlalom kajak egyes      |
| Bronz | Klaus Blkenhol | Lovaglás      | Díjlovaglás, egyéni            |
| Bronz | Matthias Baumann Herbert Blöcker Ralf Ehrenbrink Cord Mysegaes | Lovaglás      | Lovastusa, csapat              |
| Bronz | Brita Baldus | Műugrás       | Női egyéni műugrás             |
| Bronz | Jan Quast | Ökölvívás     | Papírsúly                      |
| Bronz | Johann Riederer | Sportlövészet | Férfi légpuska                 |
| Bronz | Andreas Behm | Súlyemelés    | Férfi 67,5 kg                  |
| Bronz | Manfred Nerlinger | Súlyemelés    | Férfi +110 kg                  |
| Bronz | Andreas Wecker | Torna         | Férfi gyűrű                    |
| Bronz | Andreas Wecker | Torna         | Férfi lólengés                 |
| Bronz | Jörg Hoffmann | Úszás         | Férfi 1500 m gyors             |
| Bronz | Mark Pinger Dirk Richter Andreas Szigat Christian Tröger Steffen Zesner Bengt Zikarsky | Úszás         | Férfi 4 × 100 m gyorsváltó     |
| Bronz | Franziska van Almsick | Úszás         | Női 100 m gyors                |
| Bronz | Kerstin Kielgass | Úszás         | Női 200 m gyors                |
| Bronz | Jana Henke | Úszás         | Női 800 m gyors                |
| Bronz | Daniela Hunger | Úszás         | Női 200 m vegyes               |
| Bronz | Franziska van Almsick Annette Hadding Daniela Hunger Kerstin Kielgass Simone Osygus Manuela Stellmach | Úszás         | Női 4 × 100 m gyorsváltó       |

| Sport         |    |    |    | Összesen |
| Asztalitenisz | 0  | 1  | 0  | 1        |
| Atlétika      | 4  | 1  | 5  | 10       |
| Birkózás      | 1  | 2  | 0  | 3        |
| Cselgáncs     | 0  | 0  | 2  | 2        |
| Evezés        | 4  | 3  | 3  | 10       |
| Gyeplabda     | 1  | 1  | 0  | 2        |
| Íjászat       | 0  | 0  | 0  | 0        |
| Kajak-kenu    | 7  | 2  | 2  | 11       |
| Kerékpározás  | 4  | 2  | 0  | 6        |
| Kézilabda     | 0  | 0  | 0  | 0        |
| Kosárlabda    | 0  | 0  | 0  | 0        |
| Lovaglás      | 3  | 2  | 2  | 7        |
| Műugrás       | 0  | 0  | 1  | 1        |
| Ökölvívás     | 2  | 1  | 1  | 4        |
| Öttusa        | 0  | 0  | 0  | 0        |
| Sportlövészet | 2  | 0  | 1  | 3        |
| Súlyemelés    | 1  | 0  | 2  | 3        |
| Szinkronúszás | 0  | 0  | 0  | 0        |
| Tenisz        | 1  | 1  | 0  | 2        |
| Tollaslabda   | 0  | 0  | 0  | 0        |
| Torna         | 0  | 1  | 2  | 3        |
| Úszás         | 1  | 3  | 7  | 11       |
| Vitorlázás    | 0  | 0  | 0  | 0        |
| Vívás         | 2  | 1  | 0  | 3        |
| Vízilabda     | 0  | 0  | 0  | 0        |
| Összesen      | 33 | 21 | 28 | 82       |

| Naponként | Naponként    | Naponként | Naponként | Naponként | Naponként | Naponként |
| --------- | ------------ | --------- | --------- | --------- | --------- | --------- |
| Nap       | Dátum        |           |           |           | Összesen  |           |
| 1.nap     | Július 25.   | —         | —         | —         | —         |           |
| 2.nap     | Július 26.   | 1         | 0         | 1         | 2         |           |
| 3.nap     | Július 27.   | 0         | 1         | 2         | 3         |           |
| 4.nap     | Július 28.   | 1         | 0         | 1         | 2         |           |
| 5.nap     | Július 29.   | 0         | 1         | 2         | 3         |           |
| 6.nap     | Július 30.   | 2         | 3         | 3         | 8         |           |
| 7.nap     | Július 31.   | 3         | 2         | 1         | 6         |           |
| 8.nap     | Augusztus 1. | 5         | 3         | 3         | 11        |           |
| 9.nap     | Augusztus 2. | 3         | 1         | 8         | 12        |           |
| 10.nap    | Augusztus 3. | 1         | 0         | 0         | 1         |           |
| 11.nap    | Augusztus 4. | 0         | 2         | 1         | 3         |           |
| 12.nap    | Augusztus 5. | 2         | 3         | 1         | 6         |           |
| 13.nap    | Augusztus 6. | 1         | 0         | 1         | 2         |           |
| 14.nap    | Augusztus 7. | 5         | 3         | 3         | 11        |           |
| 15.nap    | Augusztus 8. | 6         | 2         | 0         | 8         |           |
| 16.nap    | Augusztus 9. | 3         | 0         | 1         | 4         |           |
| Összesen  |              | 33        | 21        | 28        | 82        |           |

## Asztalitenisz
Férfi
| Versenyző                    | Versenyszám | Csoportkör | Csoportkör | Nyolcaddöntő                          | Negyeddöntő                                                          | Elődöntő                                                                              | Döntő                                           | Helyezés |
| Versenyző                    | Versenyszám | Ellenfél Eredmény | Hely.      | Ellenfél Eredmény                     | Ellenfél Eredmény                                                    | Ellenfél Eredmény                                                                     | Ellenfél Eredmény                               | Helyezés |
| ---------------------------- | ----------- | --- | ---------- | ------------------------------------- | -------------------------------------------------------------------- | ------------------------------------------------------------------------------------- | ----------------------------------------------- | -------- |
| Steffen Fetzner              | Egyes       | N csoport · Marcos Núñez (CHI) · 2-0 · Vatanabe Takehiró (JPN) · 2-1 · Kim Szonghi (Kim Szonghi, Kim Song-Hui) (PRK) · 2-1                                                             | 1.         | Jörgen Persson (SWE) · 0-3            | kiesett                                                              | kiesett                                                                               | kiesett                                         | 9.       |
| Jörg Roßkopf                 | Egyes       | E csoport · Joseph Ng (CAN) · 2-0 · Michael Hyatt (JAM) · 2-0 · Andrej Mazunov (EUN) · 2-0                                                                                             | 1.         | Ri Gunszang (Li Gun-Sang) (PRK) · 3-1 | Jan-Ove Waldner (SWE) · 1-3                                          | kiesett                                                                               | kiesett                                         | 5.       |
| Steffen Fetzner Jörg Roßkopf | Páros       | C csoport · Chile (CHI) · Augusto Morales · Marcos Núñez · 2-0 · Franciaország (FRA) · Nicolas Chatelain · Patrick Chila · 2-0 · Japán (JPN) · Macusita Kódzsi · Sibutani Hirosi · 2-0 | 1.         |                                       | Független résztvevők (IOP) · Slobodan Grujić · Ilija Lupulesku · 3-0 | Dél-Korea (KOR) · I Csholszung (Lee Cheol-Seung) · Kang Hicshan (Gang Hui-Chan) · 3-0 | Kína (CHN) · Lü Lin · Vang Tao (Wang Tao) · 2-3 |          |

Női
| Versenyző                       | Versenyszám | Csoportkör | Csoportkör | Nyolcaddöntő      | Negyeddöntő       | Elődöntő          | Döntő             | Helyezés |
| Versenyző                       | Versenyszám | Ellenfél Eredmény | Hely.      | Ellenfél Eredmény | Ellenfél Eredmény | Ellenfél Eredmény | Ellenfél Eredmény | Helyezés |
| ------------------------------- | ----------- | --- | ---------- | ----------------- | ----------------- | ----------------- | ----------------- | -------- |
| Olga Nemes                      | Egyes       | K csoport · Diana Gee (USA) · 2-0 · Sofija Tepes (CHI) · 2-0 · Hong Szunhva (Hong Sun-Hwa) (KOR) · 0-2                                                                                       | 2.         | kiesett           | kiesett           | kiesett           | kiesett           | 17.      |
| Elke Schall-Wosik               | Egyes       | B csoport · Alessia Arisi (ITA) · 0-2 · Csiao Hung (Qiao Hong) (CHN) · 1-2 · Cheryl Roberts (RSA) · 2-0                                                                                      | 3.         | kiesett           | kiesett           | kiesett           | kiesett           | 33.      |
| Nicole Struse Elke Schall-Wosik | Páros       | A csoport · Románia (ROU) · Emilia Elena Ciosu · Adriana Năstase · 2-1 · Peru (PER) · Eliana González · Magaly Montes · 2-0 · Kína (CHN) · Csen Ce-ho (Chen Zihe) · Kao Csün (Gao Jun) · 0-2 | 2.         |                   | kiesett           | kiesett           | kiesett           | 9.       |

## Atlétika
Férfi
| Versenyző                                                  | Versenyszám     | Előfutam      | Előfutam      | Előfutam      | Negyeddöntő | Negyeddöntő | Negyeddöntő | Elődöntő         | Elődöntő         | Elődöntő         | Döntő    | Döntő    |
| Versenyző                                                  | Versenyszám     | Idő           | Hely.         | Össz.         | Idő         | Hely.       | Össz.       | Idő              | Hely.            | Össz.            | Idő      | Helyezés |
| ---------------------------------------------------------- | --------------- | ------------- | ------------- | ------------- | ----------- | ----------- | ----------- | ---------------- | ---------------- | ---------------- | -------- | -------- |
| Rico Lieder                                                | 400 m           | 45,86         | 3.            | 15.           | 45,86       | 6.          | 20.         | kiesett          | kiesett          | kiesett          | kiesett  | kiesett  |
| Thomas Schönlebe                                           | 400 m           | 46,26         | 3.            | 28.*          | 45,46       | 5.          | 15.         | kiesett          | kiesett          | kiesett          | kiesett  | kiesett  |
| Jörg Haas                                                  | 800 m           | 1:50,42       | 5.            | 36.           |             |             |             | kiesett          | kiesett          | kiesett          | kiesett  | kiesett  |
| Hauke Fuhlbrügge                                           | 1500 m          | 3:38,92       | 6.            | 19.           |             |             |             | 3:38,45          | 11.              | 11.              | kiesett  | kiesett  |
| Jens-Peter Herold                                          | 1500 m          | 3:36,76       | 3.            | 3.            |             |             |             | 3:39,55          | 5.               | 16.              | 3:41,53  | 6.       |
| Rüdiger Stenzel                                            | 1500 m          | 3:44,70       | 5.            | 29.           |             |             |             | 3:40,23          | 8.               | 19.              | kiesett  | kiesett  |
| Dieter Baumann                                             | 5000 m          | 13:20,82      | 1.            | 1.            |             |             |             |                  |                  |                  | 13:12,52 |          |
| Carsten Eich                                               | 10 000 m        | 29:22,19      | 16.           | 34.           |             |             |             |                  |                  |                  | kiesett  | kiesett  |
| Stéphane Franke                                            | 10 000 m        | 28:52,83      | 14.           | 26.           |             |             |             |                  |                  |                  | kiesett  | kiesett  |
| Dietmar Koszewski                                          | 110 m gát       | 13,64         | 5.            | 13.           | 13,78       | 6.          | 16.         | 14,06            | 7.               | 14.              | kiesett  | kiesett  |
| Florian Schwarthoff                                        | 110 m gát       | 13,61         | 2.            | 10.           | 13,31       | 2.          | 3.*         | 13,23            | 2.               | 4.               | 13,29    | 5.       |
| Olaf Hense                                                 | 400 m gát       | 49,97         | 2.            | 25.           |             |             |             | nem állt rajthoz | nem állt rajthoz | nem állt rajthoz | kiesett  | kiesett  |
| Carsten Köhrbrück                                          | 400 m gát       | 49,37         | 2.            | 16.           |             |             |             | 49,41            | 7.               | 10.              | kiesett  | kiesett  |
| Steffen Brand                                              | 3000 m akadály  | 8:30,03       | 4.            | 16.           |             |             |             | 8:26,12          | 2.               | 7.               | 8:16,60  | 5.       |
| Hagen Melzer                                               | 3000 m akadály  | 8:31,89       | 8.            | 19.           |             |             |             | 8:38,07          | 11.              | 20.              | kiesett  | kiesett  |
| Konrad Dobler                                              | Maraton         |               |               |               |             |             |             |                  |                  |                  | 2:23:44  | 49.      |
| Stephan Freigang                                           | Maraton         |               |               |               |             |             |             |                  |                  |                  | 2:14:00  |          |
| Robert Ihly                                                | 20 km gyaloglás |               |               |               |             |             |             |                  |                  |                  | 1:26:56  | 11.      |
| Axel Noack                                                 | 20 km gyaloglás |               |               |               |             |             |             |                  |                  |                  | 1:29:55  | 20.      |
| Hartwig Gauder                                             | 50 km gyaloglás |               |               |               |             |             |             |                  |                  |                  | 3:56:47  | 6.       |
| Ronald Weigel                                              | 50 km gyaloglás |               |               |               |             |             |             |                  |                  |                  | 3:53:45  |          |
| Ralph Pfersich Rico Lieder Jörg Vaihinger Thomas Schönlebe | 4 × 400 m váltó | nem ért célba | nem ért célba | nem ért célba |             |             |             |                  |                  |                  | kiesett  | kiesett  |

| Versenyző         | Versenyszám   | Selejtező | Selejtező | Döntő    | Döntő    |
| Versenyző         | Versenyszám   | Eredmény  | Helyezés  | Eredmény | Helyezés |
| ----------------- | ------------- | --------- | --------- | -------- | -------- |
| Hendrik Beyer     | Magasugrás    | 220 cm    | 25.       | kiesett  | kiesett  |
| Dietmar Mögenburg | Magasugrás    | 215 cm    | 27.*      | kiesett  | kiesett  |
| Ralf Sonn         | Magasugrás    | 226 cm    | 7.        | 231 cm   | 6.       |
| Dietmar Haaf      | Távolugrás    | 785 cm    | 14.       | kiesett  | kiesett  |
| Konstantin Krause | Távolugrás    | 754 cm    | 32.       | kiesett  | kiesett  |
| Ralf Jaros        | Hármasugrás   | 16,89 m   | 13.       | kiesett  | kiesett  |
| Udo Beyer         | Súlylökés     | 18,47 m   | 19.       | kiesett  | kiesett  |
| Ulf Timmermann    | Súlylökés     | 19,93 m   | 9.        | 20,49 m  | 5.       |
| Lars Riedel       | Diszkoszvetés | 59,98 m   | 14.       | kiesett  | kiesett  |
| Jürgen Schult     | Diszkoszvetés | 63,46 m   | 2.        | 64,94 m  |          |
| Claus Dethloff    | Kalapácsvetés | 73,64 m   | 14.       | kiesett  | kiesett  |
| Heinrich Weis     | Kalapácsvetés | 74,86 m   | 11.       | 76,90 m  | 6.       |
| Volker Hadwich    | Gerelyhajítás | 81,10 m   | 3.        | 75,28 m  | 12.      |

| Versenyző      | Versenyszám | 100 m | 100 m | Távolugrás | Távolugrás | Súlylökés | Súlylökés | Magasugrás | Magasugrás | 400 m | 400 m | 110 m gát | 110 m gát | Diszkoszvetés | Diszkoszvetés | Rúdugrás | Rúdugrás | Gerelyhajítás | Gerelyhajítás | 1500 m  | 1500 m | Végeredmény | Végeredmény |
| Versenyző      | Versenyszám | Idő   | Pont  | Eredmény   | Pont       | Eredmény  | Pont      | Eredmény   | Pont       | Idő   | Pont  | Idő       | Pont      | Eredmény      | Pont          | Eredmény | Pont     | Eredmény      | Pont          | Idő     | Pont   | Pont        | Helyezés    |
| -------------- | ----------- | ----- | ----- | ---------- | ---------- | --------- | --------- | ---------- | ---------- | ----- | ----- | --------- | --------- | ------------- | ------------- | -------- | -------- | ------------- | ------------- | ------- | ------ | ----------- | ----------- |
| Thorsten Dauth | Tízpróba    | 10,80 | 906   | 730 cm     | 886        | 15,29 m   | 808       | 197 cm     | 776        | 48,33 | 893   | 14,76     | 879       | 44,70 m       | 761           | 450 cm   | 760      | 52,94 m       | 632           | 4:44,91 | 650    | 7951        | 17.         |
| Paul Meier     | Tízpróba    | 10,75 | 917   | 754 cm     | 945        | 15,34 m   | 811       | 215 cm     | 944        | 48,33 | 893   | 15,22     | 823       | 42,14 m       | 708           | 460 cm   | 790      | 55,44 m       | 669           | 4:38,21 | 692    | 8192        | 6.          |
| Frank Müller   | Tízpróba    | 10,95 | 872   | 725 cm     | 874        | 13,55 m   | 701       | 197 cm     | 776        | 47,98 | 910   | 14,51     | 910       | 42,56 m       | 717           | 460 cm   | 790      | 61,84 m       | 766           | 4:29,19 | 750    | 8066        | 13.         |

Női
| Versenyző                                               | Versenyszám     | Előfutam         | Előfutam         | Előfutam         | Negyeddöntő | Negyeddöntő | Negyeddöntő | Elődöntő | Elődöntő | Elődöntő | Döntő    | Döntő    |
| Versenyző                                               | Versenyszám     | Idő              | Hely.            | Össz.            | Idő         | Hely.       | Össz.       | Idő      | Hely.    | Össz.    | Idő      | Helyezés |
| ------------------------------------------------------- | --------------- | ---------------- | ---------------- | ---------------- | ----------- | ----------- | ----------- | -------- | -------- | -------- | -------- | -------- |
| Andrea Philipp                                          | 100 m           | 11,73            | 4.               | 31.*             | 11,67       | 6.          | 24.*        | kiesett  | kiesett  | kiesett  | kiesett  | kiesett  |
| Sabine Günther                                          | 200 m           | 23,41            | 2.               | 19.              | 23,10       | 5.          | 20.         | kiesett  | kiesett  | kiesett  | kiesett  | kiesett  |
| Silke Knoll                                             | 200 m           | 22,83            | 1.               | 5.               | 22,46       | 4.          | 9.          | 22,60    | 5.       | 9.*      | kiesett  | kiesett  |
| Andrea Thomas                                           | 200 m           | 23,52            | 5.               | 21.              | 23,19       | 5.          | 21.         | kiesett  | kiesett  | kiesett  | kiesett  | kiesett  |
| Anja Rücker                                             | 400 m           | 52,24            | 4.               | 6.               | 52,05       | 5.          | 16.*        | kiesett  | kiesett  | kiesett  | kiesett  | kiesett  |
| Sabine Zwiener                                          | 800 m           | 2:00,87          | 4.               | 16.              |             |             |             | 2:02,64  | 8.       | 13.      | kiesett  | kiesett  |
| Christine Wachtel                                       | 800 m           | 2:01,39          | 4.               | 18.              |             |             |             | kiesett  | kiesett  | kiesett  | kiesett  | kiesett  |
| Sigrun Wodars                                           | 800 m           | 2:00,31          | 1.               | 10.              |             |             |             | 2:00,91  | 5.       | 11.      | kiesett  | kiesett  |
| Ellen Kießling                                          | 1500 m          | nem ért célba    | nem ért célba    | nem ért célba    |             |             |             | kiesett  | kiesett  | kiesett  | kiesett  | kiesett  |
| Uta Pippig                                              | 10 000 m        | 32:07,28         | 4.               | 6.               |             |             |             |          |          |          | 31:36,45 | 7.       |
| Kerstin Preßler                                         | 10 000 m        | 33:17,88         | 13.              | 27.              |             |             |             |          |          |          | kiesett  | kiesett  |
| Kathrin Ullrich-Weßel                                   | 10 000 m        | nem ért célba    | nem ért célba    | nem ért célba    |             |             |             |          |          |          | kiesett  | kiesett  |
| Caren Jung                                              | 100 m gát       | kizárták         | kizárták         | kizárták         | kiesett     | kiesett     | kiesett     | kiesett  | kiesett  | kiesett  | kiesett  | kiesett  |
| Kristin Patzwahl                                        | 100 m gát       | 13,11            | 2.               | 9.*              | 13,16       | 6.          | 10.         | 13,44    | 8.       | 16.      | kiesett  | kiesett  |
| Gabriele Roth                                           | 100 m gát       | 13,12            | 3.               | 11.              | 13,28       | 5.          | 16.**       | 13,22    | 6.       | 10.      | kiesett  | kiesett  |
| Linda Kisabaka                                          | 400 m gát       | nem állt rajthoz | nem állt rajthoz | nem állt rajthoz |             |             |             | kiesett  | kiesett  | kiesett  | kiesett  | kiesett  |
| Heike Meißner                                           | 400 m gát       | 55,62            | 2.               | 10.              |             |             |             | 55,35    | 6.       | 12.      | kiesett  | kiesett  |
| Silvia Rieger                                           | 400 m gát       | 56,61            | 4.               | 17.              |             |             |             | kiesett  | kiesett  | kiesett  | kiesett  | kiesett  |
| Katrin Dörre                                            | Maraton         |                  |                  |                  |             |             |             |          |          |          | 2:36:48  | 5.       |
| Birgit Jerschabek                                       | Maraton         |                  |                  |                  |             |             |             |          |          |          | 2:42:45  | 15.      |
| Kathrin Born-Boyde                                      | 10 km gyaloglás |                  |                  |                  |             |             |             |          |          |          | 50:21    | 33.      |
| Beate Anders-Gummelt                                    | 10 km gyaloglás |                  |                  |                  |             |             |             |          |          |          | 46:31    | 16.      |
| Andrea Philipp Silke Knoll Andrea Thomas Sabine Günther | 4 × 100 m váltó | 43,32            | 3.               | 6.               |             |             |             |          |          |          | 43,12    | 5.       |
| Uta Rohländer Heike Meißner Linda Kisabaka Anja Rücker  | 4 × 400 m váltó | 3:26,25          | 3.               | 7.               |             |             |             |          |          |          | 3:26,37  | 6.       |

| Versenyző         | Versenyszám   | Selejtező | Selejtező | Döntő    | Döntő    |
| Versenyző         | Versenyszám   | Eredmény  | Helyezés  | Eredmény | Helyezés |
| ----------------- | ------------- | --------- | --------- | -------- | -------- |
| Marion Goldkamp   | Magasugrás    | 186 cm    | 28.       | kiesett  | kiesett  |
| Birgit Kähler     | Magasugrás    | 192 cm    | 6.*       | 188 cm   | 11.*     |
| Heike Henkel      | Magasugrás    | 192 cm    | 1.**      | 202 cm   |          |
| Heike Drechsler   | Távolugrás    | 708 cm    | 1.        | 714 cm   |          |
| Helga Radtke      | Távolugrás    | 642 cm    | 19.       | kiesett  | kiesett  |
| Susen Tiedtke     | Távolugrás    | 674 cm    | 6.        | 660 cm   | 8.       |
| Kathrin Neimke    | Súlylökés     | 19,13 m   | 4.        | 19,78 m  |          |
| Stephanie Storp   | Súlylökés     | 18,58 m   | 8.        | 19,10 m  | 7.       |
| Franka Dietzsch   | Diszkoszvetés | 63,60 m   | 8.        | 60,24 m  | 12.      |
| Martina Hellmann  | Diszkoszvetés | 60,52 m   | 14.       | kiesett  | kiesett  |
| Ilke Wyludda      | Diszkoszvetés | 64,26 m   | 5.        | 62,16 m  | 9.       |
| Karen Forkel      | Gerelyhajítás | 65,44 m   | 3.        | 66,86 m  |          |
| Petra Meier-Felke | Gerelyhajítás | 60,58 m   | 9.        | 59,02 m  | 7.       |
| Silke Renk        | Gerelyhajítás | 65,38 m   | 4.        | 68,34 m  |          |

| Versenyző      | Versenyszám | 100 m gát | 100 m gát | Magasugrás | Magasugrás | Súlylökés | Súlylökés | 200 m | 200 m | Távolugrás | Távolugrás | Gerelyhajítás | Gerelyhajítás | 800 m   | 800 m | Végeredmény | Végeredmény |
| Versenyző      | Versenyszám | Idő       | Pont      | Eredmény   | Pont       | Eredmény  | Pont      | Idő   | Pont  | Eredmény   | Pont       | Eredmény      | Pont          | Idő     | Pont  | Pont        | Helyezés    |
| -------------- | ----------- | --------- | --------- | ---------- | ---------- | --------- | --------- | ----- | ----- | ---------- | ---------- | ------------- | ------------- | ------- | ----- | ----------- | ----------- |
| Peggy Beer     | Hétpróba    | 13,48     | 1053      | 182 cm     | 1003       | 13,23 m   | 743       | 23,93 | 987   | 601 cm     | 853        | 48,10 m       | 823           | 2:09,49 | 972   | 6434        | 6.          |
| Sabine Braun   | Hétpróba    | 13,25     | 1087      | 194 cm     | 1158       | 14,23 m   | 809       | 24,27 | 955   | 602 cm     | 856        | 51,12 m       | 882           | 2:14,35 | 902   | 6649        |             |
| Birgit Clarius | Hétpróba    | 14,10     | 964       | 182 cm     | 1003       | 15,33 m   | 883       | 24,86 | 900   | 613 cm     | 890        | 45,14 m       | 766           | 2:08,83 | 982   | 6388        | 7.          |

* - egy másik versenyzővel azonos időt/eredményt ért el

** - két másik versenyzővel azonos időt/eredményt ért el

## Birkózás
Kötöttfogású
| Versenyző         | Versenyszám | Csoportkör | Csoportkör | Helyosztók                                    | Helyosztók               | Helyosztók                | Bronz- mérkőzés            | Döntő                                | Helyezés    |
| Versenyző         | Versenyszám | Csoportkör | Csoportkör | 9. helyért                                    | 7. helyért               | 5. helyért                | Bronz- mérkőzés            | Döntő                                | Helyezés    |
| Versenyző         | Versenyszám | Ellenfél Eredmény | Hely.      | Ellenfél Eredmény                             | Ellenfél Eredmény        | Ellenfél Eredmény         | Ellenfél Eredmény          | Ellenfél Eredmény                    | Helyezés    |
| ----------------- | ----------- | --- | ---------- | --------------------------------------------- | ------------------------ | ------------------------- | -------------------------- | ------------------------------------ | ----------- |
| Fuat Yildiz       | 48 kg       | B csoport · Mynor Ramírez (GUA) · 9-2 · Nuran Pelikjan (BUL) · 3-1 · Csiang Vej (Jiang Wei) (CHN) · 3-0 · Majid Reza Simkhah Asil (IRI) · 0-3 · Vincenzo Maenza (ITA) · 0-13 | 2.         |                                               |                          |                           | Wilber Sánchez (CUB) · 0-5 |                                      | 4.          |
| Olaf Brandt       | 52 kg       | A csoport · Alfred Ter-Mkrticsjan (EUN) · 0-13 · Raúl Martínez (CUB) · 0-15                                                                                                  | 9.         | kiesett                                       | kiesett                  | kiesett                   | kiesett                    | kiesett                              | helyezetlen |
| Rifat Yildiz      | 57 kg       | A csoport · William Lara (CUB) · 3-1 · Alekszandr Ignatyenko (EUN) · 6-5 · Sike András (HUN) · 3-0 (kétvállas) · Patrice Mourier (FRA) · 6-0                                 | 1.         |                                               |                          |                           |                            | An Hanbong (An Han-Bong) (KOR) · 5-6 |             |
| Mario Büttner     | 62 kg       | A csoport · Hu Kuo-hung (Hu Guohong) (CHN) · 8-7 · Szergej Martinov (EUN) · 0-4 · Buddy Lee (USA) · 0-0 visszalépett                                                         | 5.         | Konsztandínosz Arkudéasz (GRE) · visszalépett |                          |                           |                            |                                      | 10.         |
| Claudio Pasarelli | 68 kg       | A csoport · Marthin Kornbakk (SWE) · 1-0 · Cecilio Rodríguez (CUB) · 0-1 · Abdollah Chamangoli (IRI) · 0-1                                                                   | 5.         | Petrică Cărare (ROU) · visszalépett           |                          |                           |                            |                                      | 10.         |
| Thomas Zander     | 82 kg       | B csoport · Pak Mjongszok (KOR) · 5-2 · Magnus Fredriksson (SWE) · 1-0 · Farkas Péter (HUN) · 0-1 · Goran Kasum (IOP) · DQ2 · Daniel Henderson (USA) · 6-0                   | 4.         |                                               | Pavel Frinta (TCH) · 3-1 |                           |                            |                                      | 7.          |
| Maik Bullmann     | 90 kg       | B csoport · Moustafa Ramada Hussain (EGY) · 5-0 · Mohamed Naouar (TUN) · 16-0 · Mikael Ljungberg (SWE) · 4-0 · Hassan Babak (IRI) · 3-1                                      | 1.         |                                               |                          |                           |                            | Hakkı Başar (TUR) · 5-0              |             |
| Andreas Steinbach | 100 kg      | B csoport · Miloš Govedarica (IOP) · 2-1 · Luis Sandoval (PAN) · 17-0 · Növényi Norbert (HUN) · 4-1 · Szergej Gyemjaskevics (EUN) · 0-2 · Héctor Milián (CUB) · 4-10         | 3.         |                                               |                          | Ion Ieremciuc (ROU) · 4-2 |                            |                                      | 5.          |

Szabadfogású
| Versenyző          | Versenyszám | Csoportkör | Csoportkör | Helyosztók                         | Helyosztók                         | Helyosztók                              | Bronz- mérkőzés                   | Döntő                    | Helyezés    |
| Versenyző          | Versenyszám | Csoportkör | Csoportkör | 9. helyért                         | 7. helyért                         | 5. helyért                              | Bronz- mérkőzés                   | Döntő                    | Helyezés    |
| Versenyző          | Versenyszám | Ellenfél Eredmény | Hely.      | Ellenfél Eredmény                  | Ellenfél Eredmény                  | Ellenfél Eredmény                       | Ellenfél Eredmény                 | Ellenfél Eredmény        | Helyezés    |
| ------------------ | ----------- | --- | ---------- | ---------------------------------- | ---------------------------------- | --------------------------------------- | --------------------------------- | ------------------------ | ----------- |
| Reiner Heugabel    | 48 kg       | B csoport · Stanisław Szostecki (POL) · 9-0 · Chaouki Sammari (TUN) · 3-0 (kétvállas) · Kim Il (PRK) · 4-10 (kétvállas) · Vugar Orudzsov (EUN) · 0-1              | 3.         |                                    |                                    | Timothy Vanni (USA) · 0-1               |                                   |                          | 6.          |
| Jürgen Scheibe     | 57 kg       | A csoport · Zoran Šorov (IOP) · 6-2 · Tebe Dorgu (NGR) · 5-0 (kétvállas) · Kim Jongsik (Kim Yong-sik) (PRK) · 0-5 · Szjarhej Szmal (EUN) · 0-6                    | 4.         |                                    | Robert Dawson (CAN) · visszalépett |                                         |                                   |                          | 7.          |
| Karsten Polky      | 62 kg       | A csoport · Tjaart du Plessis (RSA) · 5-3 · Adacsi Takumi (JPN) · 7-5 · John Smith (USA) · 0-8 · Sin Szanggju (Sin Sang-Gyu) (KOR) · 2-5                          | 5.         | Anibál Nieves (PUR) · visszalépett |                                    |                                         |                                   |                          | 9.          |
| Georg Schwabenland | 68 kg       | B csoport · Küllo Kõiv (EST) · 4-2 · Jeórjiosz Athanasziádisz (GRE) · DQ2 · Ko Jongho (Go Yeong-Ho) (KOR) · 0-3                                                   | 7.         | kiesett                            | kiesett                            | kiesett                                 | kiesett                           | kiesett                  | helyezetlen |
| Alexander Leipold  | 74 kg       | A csoport · Pak Csangszun (KOR) · 2-8 · Nagy János (HUN) · 1-2 | 7.         | kiesett                            | kiesett                            | kiesett                                 | kiesett                           | kiesett                  | helyezetlen |
| Hans Gstöttner     | 82 kg       | A csoport · Rahmat Szofiadi (BUL) · 3-2 · Elmagyi Zsabrailov (EUN) · 1-2 · Dvorák László (HUN) · 4-2 · Nicolae Ghiţă (ROU) · 6-3 · Jozef Lohyňa (TCH) · 5-1       | 2.         |                                    |                                    |                                         | Rasoul Khadem Azgadhi (IRI) · 0-6 |                          | 4.          |
| Ludwig Schneider   | 90 kg       | A csoport · Roberto Limonta (CUB) · 0-10 · Jozef Palatinus (TCH) · 2-0 · Maharbek Hadarcev (EUN) · 1-7 · Renato Lombardo (ITA) · 0-2                              | 5.         | Iraklísz Deszkulídisz (GRE) · 0-3  |                                    |                                         |                                   |                          | 10.         |
| Heiko Balz         | 100 kg      | A csoport · Kazem Gholami (IRI) · 1-0 · Pétrosz Búrndulisz (GRE) · 4-0 · Arvi Aavik (EST) · 3-0 · Kim Theu (Kim Tae-u) (KOR) · 4-0 · Mark Coleman (USA) · 3-0     | 1.         |                                    |                                    |                                         |                                   | Leri Habelov (EUN) · 1-2 |             |
| Andreas Schröder   | 130 kg      | B csoport · Gombos Zsolt (HUN) · 4-0 · Vang Csun-kuang (Wang Chunguang) (CHN) · 0-0 (kétvállas) · David Gobedzsisvili (EUN) · 3-4 · Bruce Baumgartner (USA) · 0-7 | 3.         |                                    |                                    | Ali Reza Soleimani (IRI) · visszalépett |                                   |                          | 5.          |

DQ2 - passzivitás miatt mind két versenyzőt kizárták

## Cselgáncs
Férfi
| Versenyző         | Versenyszám  | Selejtező                           | 32-es főtábla                      | Nyolcaddöntő                             | Negyeddöntő                          | Elődöntő                          | Vigaszág első kör | Vigaszág nyolcaddöntő          | Vigaszág negyeddöntő | Vigaszág elődöntő | Bronz- mérkőzés                  | Döntő             | Helyezés |
| Versenyző         | Versenyszám  | Ellenfél Eredmény                   | Ellenfél Eredmény                  | Ellenfél Eredmény                        | Ellenfél Eredmény                    | Ellenfél Eredmény                 | Ellenfél Eredmény | Ellenfél Eredmény              | Ellenfél Eredmény    | Ellenfél Eredmény | Ellenfél Eredmény                | Ellenfél Eredmény | Helyezés |
| ----------------- | ------------ | ----------------------------------- | ---------------------------------- | ---------------------------------------- | ------------------------------------ | --------------------------------- | ----------------- | ------------------------------ | -------------------- | ----------------- | -------------------------------- | ----------------- | -------- |
| Richard Trautmann | Légsúly      | Alberto Francini (SMR) · 1000-0000  | Ewan Beaton (CAN) · 0100-0000      | Keith Gough (IRL) · 1000-0000            | Philippe Pradayrol (FRA) · 1000-0000 | Yun Hyeon (KOR) · 0000-0001       |                   |                                |                      |                   | Wágner József (HUN) · 0001-0000  |                   |          |
| Udo Quellmalz     | Harmatsúly   | Francisco Lorenzo (ESP) · 1000-0000 | Asszáf el-Murr (LIB) · 1000-0000   | Kao Er-vej (Gao Erwei) (CHN) · 0010-0000 | Jean Pierre Cantin (CAN) · 0010-0000 | Rogério Cardoso (BRA) · 0000-0001 |                   |                                |                      |                   | Philip Laats (BEL) · 0010-0000   |                   |          |
| Stefan Dott       | Könnyűsúly   | erőnyerő                            | Lusambu Mafuta (ZAI) · 1000-0000   | Bruno Carabatta (FRA) · 0010-0000        | Jorma Korhonen (FIN) · 0010-0000     | Koga Tosihiko (JPN) · 0000-1000   |                   |                                |                      |                   | Oren Smadja (ISR) · 0000-1000    |                   | 5.       |
| Daniel Lascau     | Váltósúly    | Kim Byeong-Ju (KOR) · 0000-0010     | kiesett                            | kiesett                                  | kiesett                              | kiesett                           |                   |                                |                      |                   |                                  |                   | 34.      |
| Axel Lobenstein   | Középsúly    | erőnyerő                            | León Villar (ESP) · 1100-0000      | Giorgio Vismara (ITA) · 0001-0000        | Daniel Kistler (SUI) · 0010-0000     | Pascal Tayot (FRA) · 0000-1000    |                   |                                |                      |                   | Okada Hirotaka (JPN) · 0000-0010 |                   | 5.       |
| Detlef Knorrek    | Félnehézsúly | Radu Ivan (ROU) · 0000-0100         | kiesett                            | kiesett                                  | kiesett                              | kiesett                           |                   |                                |                      |                   |                                  |                   | 32.      |
| Henry Stöhr       | Nehézsúly    |                                     | Mitar Milinković (IOP) · 1000-0000 | David Douillet (FRA) · 0000-0001         |                                      |                                   |                   | Elvis Gordon (GBR) · 0000-1000 | kiesett              | kiesett           | kiesett                          |                   | 13.      |

Női
| Versenyző           | Versenyszám  | Selejtező                                        | Nyolcaddöntő                       | Negyeddöntő                         | Elődöntő                               | Vigaszág nyolcaddöntő | Vigaszág negyeddöntő              | Vigaszág elődöntő                    | Bronz- mérkőzés                       | Döntő             | Helyezés |
| Versenyző           | Versenyszám  | Ellenfél Eredmény                                | Ellenfél Eredmény                  | Ellenfél Eredmény                   | Ellenfél Eredmény                      | Ellenfél Eredmény     | Ellenfél Eredmény                 | Ellenfél Eredmény                    | Ellenfél Eredmény                     | Ellenfél Eredmény | Helyezés |
| ------------------- | ------------ | ------------------------------------------------ | ---------------------------------- | ----------------------------------- | -------------------------------------- | --------------------- | --------------------------------- | ------------------------------------ | ------------------------------------- | ----------------- | -------- |
| Kerstin Emich       | Légsúly      | Huang Jü-hszin (Huang Yu-Shin) (TPE) · 0010-0000 | Giovanna Tortora (ITA) · 0000-0010 | kiesett                             | kiesett                                |                       |                                   |                                      |                                       |                   | 16.      |
| Gudrun Hausch       | Könnyűsúly   | Barbara Eck (AUT) · 0000-1100                    | kiesett                            | kiesett                             | kiesett                                |                       |                                   |                                      |                                       |                   | 18.      |
| Frauke Eickhoff     | Váltósúly    | Jelena Petrova (EUN) · 1000-0000                 | Jenny Gal (NED) · 0100-0000        | Gella Vandecaveye (BEL) · 0100-0000 | Yael Arad (ISR) · 0000-1100            |                       |                                   |                                      | Csang Ti (Zhang Di) (CHN) · 0000-0010 |                   | 5.       |
| Alexandra Schreiber | Középsúly    | Laura Martinel (ARG) · 1100-0000                 | Erin Lum (GUM) · 1100-0000         | Sandra Greaves (CAN) · 1000-0000    | Emanuela Pierantozzi (ITA) · 0000-1000 |                       |                                   |                                      | Heidi Rakels (BEL) · 0000-0001        |                   | 5.       |
| Regina Schüttenhelm | Félnehézsúly | erőnyerő                                         | Niurka Moreno (CUB) · 0001-0000    | Josephine Horton (GBR) · 0000-0010  |                                        |                       | Sandy Bacher (USA) · 0001-0000    | Katarzyna Juszczak (POL) · 0010-0000 | Irene de Kok (NED) · 0000-1000        |                   | 5.       |
| Claudia Weber       | Nehézsúly    | erőnyerő                                         | Mun Ji-Yun (KOR) · 0001-0000       | Szakaue Jóko (JPN) · 0000-1000      |                                        |                       | Edilene Andrade (BRA) · 0001-0000 | Gránitz Éva (HUN) · 1000-0000        | Natalia Lupino (FRA) · 0000-1000      |                   | 5.       |

## Evezés
Férfi
| Versenyző | Versenyszám              | Előfutam | Előfutam | Vigaszág | Vigaszág | Elődöntő | Elődöntő | Elődöntő | Döntő | Döntő   | Döntő | Helyezés |
| Versenyző | Versenyszám              | Idő      | Hely.    | Idő      | Hely.    | Típus    | Idő      | Hely.    | Típus | Idő     | Hely. | Helyezés |
| --- | ------------------------ | -------- | -------- | -------- | -------- | -------- | -------- | -------- | ----- | ------- | ----- | -------- |
| Thomas Lange | Egypárevezős             | 7:08,13  | 1.       |          |          | A/B      | 6:54,54  | 1.       | A     | 6:51,40 | 1.    |          |
| Peter Uhrig Christian Händle Jens Köppen* | Kétpárevezős             | 6:28,24  | 1.       |          |          | A/B      | 6:23,61  | 4.       | B     | 6:24,27 | 2.    | 8.       |
| Peter Holtzenbein Colin Ettingshausen | Kormányos nélküli kettes | 6:41,65  | 1.       |          |          | A/B      | 6:33,72  | 2.       | A     | 6:32,68 | 2.    |          |
| Thomas Woddow Michael Peter Peter Thiede (kormányos)                                                                                                | Kormányos kettes         | 7:07,60  | 4.       | 7:12,78  | 1.       | A/B      | 6:53,53  | 2.       | A     | 6:56,98 | 4.    | 4.       |
| André Willms Andreas Hajek Stephan Volkert Michael Steinbach                                                                                        | Négypárevezős            | 5:45,65  | 1.       |          |          | A/B      | 5:46,65  | 1.       | A     | 5:45,17 | 1.    |          |
| Armin Weyrauch Matthias Ungemach Dirk Balster Markus Vogt                                                                                           | Kormányos nélküli négyes | 6:09,07  | 3.       |          |          | A/B      | 5:59,38  | 2.       | A     | 5:58,39 | 4.    | 4.       |
| Uwe Kellner Ralf Brudel Thoralf Peters Karsten Finger Hendrik Reiher (kormányos)                                                                    | Kormányos négyes         | 6:21,47  | 1.       |          |          |          |          |          | A     | 6:00,34 | 2.    |          |
| Frank Richter Thorsten Streppelhoff Detlef Kirchhoff Armin Eichholz Bahne Rabe Hans Sennewald Ansgar Wessling Roland Baar Manfred Klein (kormányos) | Nyolcas                  | 5:32,98  | 2.       |          |          | A/B      | 5:35,60  | 1.       | A     | 5:31,00 | 3.    |          |

Női
| Versenyző | Versenyszám              | Előfutam | Előfutam | Vigaszág | Vigaszág | Elődöntő | Elődöntő | Elődöntő | Döntő | Döntő            | Döntő            | Helyezés |
| Versenyző | Versenyszám              | Idő      | Hely.    | Idő      | Hely.    | Típus    | Idő      | Hely.    | Típus | Idő              | Hely.            | Helyezés |
| --- | ------------------------ | -------- | -------- | -------- | -------- | -------- | -------- | -------- | ----- | ---------------- | ---------------- | -------- |
| Beate Schramm | Egypárevezős             | 8:00,81  | 3.       |          |          | A/B      | 7:53,22  | 4.       | B     | nem állt rajthoz | nem állt rajthoz | 12.      |
| Kerstin Köppen Kathrin Boron | Kétpárevezős             | 7:16,74  | 1.       |          |          | A/B      | 7:01,32  | 1.       | A     | 6:49,00          | 1.               |          |
| Stefani Werremeier Ingeburg Schwerzmann | Kormányos nélküli kettes | 7:43,60  | 2.       |          |          | A/B      | 7:14,71  | 3.       | A     | 7:07,96          | 2.               |          |
| Kerstin Müller Sybille Schmidt Birgit Peter Kristina Mundt | Négypárevezős            | 6:24,70  | 1.       |          |          |          |          |          | A     | 6:20,18          | 1.               |          |
| Antje Frank Gabriele Mehl Birte Siech Annette Hohn | Kormányos nélküli négyes | 6:49,63  | 1.       |          |          |          |          |          | A     | 6:32,34          | 3.               |          |
| Annegret Strauch Sylvia Dördelmann Kathrin Haacker Dana Pyritz Cerstin Petersmann Ute Schell Christiane Harzendorf Judith Zeidler Daniela Neunast (kormányos) | Nyolcas                  | 6:11,70  | 1.       |          |          |          |          |          | A     | 6:07,80          | 3.               |          |

* - Peter Uhrig cseréje az elődöntőben és a döntőben

## Gyeplabda

### Férfi
| Német férfi gyeplabdacsapat-játékoskeret                                                                                                | Német férfi gyeplabdacsapat-játékoskeret |
| --- | --- |
| - Andreas Becker - Christian Blunck - Carsten Fischer - Volker Fried - Michael Hilgers - Andreas Keller - Michael Knauth - Oliver Kurtz | - Christian Mayerhöfer - Sven Meinhardt - Michael Metz - Klaus Michler - Christopher Reitz - Stefan Saliger - Jan-Peter Tewes - Stefan Tewes - Szövetségi kapitány: Paul-Georg Lissek |

#### Eredmények
Csoportkör
A csoport
| Csapat               | M | Gy | D | V | G+ | G– | Gk  | P |
| -------------------- | - | -- | - | - | -- | -- | --- | - |
| Ausztrália (AUS)     | 5 | 4  | 1 | 0 | 20 | 2  | +18 | 9 |
| Németország (GER)    | 5 | 4  | 1 | 0 | 16 | 4  | +12 | 9 |
| Nagy-Britannia (GBR) | 5 | 3  | 0 | 2 | 7  | 10 | –3  | 6 |
| India (IND)          | 5 | 2  | 0 | 3 | 4  | 8  | –4  | 4 |
| Argentína (ARG)      | 5 | 1  | 0 | 4 | 3  | 12 | –9  | 2 |
| Egyiptom (EGY)       | 5 | 0  | 0 | 5 | 4  | 18 | –14 | 0 |

| 1992. július 26. 16:00 | India (IND) | 0–3   | Németország (GER)       | Játékvezetők: Alan Waterman (CAN) Santiago Valera (ESP) |
| 1992. július 26. 16:00 |             | (0–1) | Fischer Blunck S. Tewes | Játékvezetők: Alan Waterman (CAN) Santiago Valera (ESP) |

| 1992. július 28. 20:00 | Németország (GER) | 2–0   | Nagy-Britannia (GBR) | Játékvezetők: Patrick van Beneden (BEL) Alain Michel Renaud (FRA) |
| 1992. július 28. 20:00 | Fischer Hilgers   | (2–0) |                      | Játékvezetők: Patrick van Beneden (BEL) Alain Michel Renaud (FRA) |

| 1992. július 30. 18:00 | Ausztrália (AUS) | 1–1   | Németország (GER) | Játékvezetők: Sana Kyoshi (JPN) Santiago Valera (ESP) |
| 1992. július 30. 18:00 | Davies           | (1–0) | Fischer           | Játékvezetők: Sana Kyoshi (JPN) Santiago Valera (ESP) |

| 1992. augusztus 1. 9:45 | Németország (GER)                 | 8–2   | Egyiptom (EGY)    | Játékvezetők: Guillaume Langle (FRA) Alan Waterman (CAN) |
| 1992. augusztus 1. 9:45 | Becker 4 Fischer 2 Blunck Hilgers | (4–1) | G.Ahmed Abdulla 2 | Játékvezetők: Guillaume Langle (FRA) Alan Waterman (CAN) |

| 1992. augusztus 3. 18:00 | Németország (GER) | 2–1   | Argentína (ARG) | Játékvezetők: Jose Gortazar (ESP) Peter Von Reth (NED) |
| 1992. augusztus 3. 18:00 | Fischer Hilgers   | (0–0) | Ferrara         | Játékvezetők: Jose Gortazar (ESP) Peter Von Reth (NED) |

Elődöntő
| 1992. augusztus 5. 16:30 | Pakisztán (PAK) | 1–2 (h. u.) | Németország (GER) | Játékvezetők: Alain Michel Renaud (FRA) Eduardo Ruiz (ARG) |
| 1992. augusztus 5. 16:30 | Bashir          | (1–0, 0–1)  | Fischer 2         | Játékvezetők: Alain Michel Renaud (FRA) Eduardo Ruiz (ARG) |

Döntő
| 1992. augusztus 8. 19:30 | Ausztrália (AUS) | 1–2   | Németország (GER) | Játékvezetők: Eduardo Ruiz (ARG) Santiago Valera (ESP) |
| 1992. augusztus 8. 19:30 | Corbitt          | (0–1) | Hilgers 2         | Játékvezetők: Eduardo Ruiz (ARG) Santiago Valera (ESP) |

| Csapat            | Helyezés |
| ----------------- | -------- |
| Németország (GER) |          |

### Női
| Német női gyeplabdacsapat-játékoskeret | Német női gyeplabdacsapat-játékoskeret |
| --- | --- |
| - Britta Becker - Tanja Dickenscheid - Nadine Ernsting-Krienke - Christine Ferneck - Eva Hagenbäumer - Franziska Hentschel - Caren Jungjohann - Katrin Kauschke | - Irina Kuhnt - Heike Lätzsch - Susanne Müller - Kristina Peters - Simone Thomaschinski - Bianca Weiß - Anke Wild - Susanne Wollschläger - Szövetségi kapitány: Rudiger Hanel |

#### Eredmények
Csoportkör
A csoport
| Csapat              | M | Gy | D | V | G+ | G– | Gk | P |
| ------------------- | - | -- | - | - | -- | -- | -- | - |
| Németország (GER)   | 3 | 2  | 1 | 0 | 7  | 2  | +5 | 5 |
| Spanyolország (ESP) | 3 | 2  | 1 | 0 | 5  | 3  | +2 | 5 |
| Ausztrália (AUS)    | 3 | 1  | 0 | 2 | 2  | 2  | 0  | 2 |
| Kanada (CAN)        | 3 | 0  | 0 | 3 | 1  | 8  | –7 | 0 |

| 1992. július 27. 17:30 | Spanyolország (ESP) | 2–2   | Németország (GER) | Játékvezetők: Gill Clarke (GBR) Jolanda Mohlmann (NED) |
| 1992. július 27. 17:30 | Iceta 2             | (1–2) | Hentschel 2       | Játékvezetők: Gill Clarke (GBR) Jolanda Mohlmann (NED) |

| 1992. július 29. 17:30 | Ausztrália (AUS) | 0–1   | Németország (GER) | Játékvezetők: Laura Crespo (ARG) Dominique Ache (BEL) |
| 1992. július 29. 17:30 |                  | (0–0) | Becker            | Játékvezetők: Laura Crespo (ARG) Dominique Ache (BEL) |

| 1992. augusztus 2. 18:00 | Kanada (CAN) | 0–4   | Németország (GER)               | Játékvezetők: Renee Chatas (USA) Dominique Ache (BEL) |
| 1992. augusztus 2. 18:00 |              | (0–3) | Hentschel 2 Dickenscheid Becker | Játékvezetők: Renee Chatas (USA) Dominique Ache (BEL) |

Elődöntő
| 1992. augusztus 4. 19:30 | Németország (GER)        | 2–1   | Nagy-Britannia (GBR) | Játékvezetők: Jolanda Mohlmann (NED) Laura Crespo (ARG) |
| 1992. augusztus 4. 19:30 | Ernsting-Krienke Lätzsch | (1–1) | Sixsmith             | Játékvezetők: Jolanda Mohlmann (NED) Laura Crespo (ARG) |

Döntő
| 1992. augusztus 7. 19:30 | Németország (GER) | 1–2   | Spanyolország (ESP) | Játékvezetők: Dominique Ache (BEL) Peri Buckley (AUS) |
| 1992. augusztus 7. 19:30 | Hentschel         | (1–1) | Cobos Verge         | Játékvezetők: Dominique Ache (BEL) Peri Buckley (AUS) |

| Csapat            | Helyezés |
| ----------------- | -------- |
| Németország (GER) |          |

## Íjászat
Férfi
| Versenyző                                   | Versenyszám | Selejtező | Selejtező | Selejtező | Selejtező | Selejtező | Selejtező | Selejtező | Selejtező | Selejtező | Selejtező | Kieséses szakasz                   | Kieséses szakasz                                                                       | Kieséses szakasz  | Kieséses szakasz  | Kieséses szakasz  | Helyezés |
| Versenyző                                   | Versenyszám | 30 m      | 30 m      | 50 m      | 50 m      | 70 m      | 70 m      | 90 m      | 90 m      | Pont      | Hely.     | 32-es főtábla                      | Nyolcaddöntő                                                                           | Negyeddöntő       | Elődöntő          | Döntő             | Helyezés |
| Versenyző                                   | Versenyszám | Pont      | Hely.     | Pont      | Hely.     | Pont      | Hely.     | Pont      | Hely.     | Pont      | Hely.     | Ellenfél Eredmény                  | Ellenfél Eredmény                                                                      | Ellenfél Eredmény | Ellenfél Eredmény | Ellenfél Eredmény | Helyezés |
| ------------------------------------------- | ----------- | --------- | --------- | --------- | --------- | --------- | --------- | --------- | --------- | --------- | --------- | ---------------------------------- | -------------------------------------------------------------------------------------- | ----------------- | ----------------- | ----------------- | -------- |
| Andreas Lippoldt                            | Egyéni      | 343       | 39.       | 327       | 7.        | 301       | 69.       | 285       | 36.       | 1256      | 43.       | kiesett                            | kiesett                                                                                | kiesett           | kiesett           | kiesett           | 43.      |
| Frank Marzoch                               | Egyéni      | 346       | 26.       | 302       | 63.       | 327       | 16.       | 308       | 6.        | 1283      | 26.       | Martinius Grov (NOR) (7.) · 94-106 | kiesett                                                                                | kiesett           | kiesett           | kiesett           | 32.      |
| Marc Rösicke                                | Egyéni      | 335       | 62.       | 321       | 20.       | 316       | 43.       | 288       | 32.       | 1260      | 38.       | kiesett                            | kiesett                                                                                | kiesett           | kiesett           | kiesett           | 38.      |
| Andreas Lippoldt Frank Marzoch Marc Rösicke | Csapat      | 1024      | 14.       | 950       | 7.        | 944       | 16.       | 881       | 5.        | 3799      | 11.       |                                    | Nagy-Britannia (GBR) · Steven Hallard · Richard Priestman · Simon Terry (6.) · 231-233 | kiesett           | kiesett           | kiesett           | 11.      |

Női
| Versenyző                                    | Versenyszám | Selejtező | Selejtező | Selejtező | Selejtező | Selejtező | Selejtező | Selejtező | Selejtező | Selejtező | Selejtező | Kieséses szakasz  | Kieséses szakasz                                                                                      | Kieséses szakasz  | Kieséses szakasz  | Kieséses szakasz  | Helyezés |
| Versenyző                                    | Versenyszám | 30 m      | 30 m      | 50 m      | 50 m      | 60 m      | 60 m      | 70 m      | 70 m      | Pont      | Hely.     | 32-es főtábla     | Nyolcaddöntő                                                                                          | Negyeddöntő       | Elődöntő          | Döntő             | Helyezés |
| Versenyző                                    | Versenyszám | Pont      | Hely.     | Pont      | Hely.     | Pont      | Hely.     | Pont      | Hely.     | Pont      | Hely.     | Ellenfél Eredmény | Ellenfél Eredmény                                                                                     | Ellenfél Eredmény | Ellenfél Eredmény | Ellenfél Eredmény | Helyezés |
| -------------------------------------------- | ----------- | --------- | --------- | --------- | --------- | --------- | --------- | --------- | --------- | --------- | --------- | ----------------- | --- | ----------------- | ----------------- | ----------------- | -------- |
| Astrid Hänschen                              | Egyéni      | 338       | 40.       | 304       | 37.       | 306       | 51.       | 297       | 34.       | 1245      | 43.       | kiesett           | kiesett                                                                                               | kiesett           | kiesett           | kiesett           | 43.      |
| Cornelia Pfohl                               | Egyéni      | 333       | 46.       | 299       | 45.       | 319       | 35.       | 288       | 45.       | 1239      | 44.       | kiesett           | kiesett                                                                                               | kiesett           | kiesett           | kiesett           | 44.      |
| Marion Wagner                                | Egyéni      | 332       | 48.       | 286       | 56.       | 310       | 46.       | 279       | 55.       | 1207      | 53.       | kiesett           | kiesett                                                                                               | kiesett           | kiesett           | kiesett           | 53.      |
| Astrid Hänschen Cornelia Pfohl Marion Wagner | Csapat      | 1003      | 14.       | 889       | 14.       | 935       | 15.       | 864       | 15.       | 3691      | 15.       |                   | Egyesített Csapat (EUN) · Ljudmila Arzsannikova · Hatuna Kvrivisvili · Natalia Valeeva (2.) · 234-242 | kiesett           | kiesett           | kiesett           | 10.      |

## Kajak-kenu

### Síkvízi
Férfi
| Versenyző                                                  | Versenyszám         | Előfutam | Előfutam | Előfutam | Vigaszág | Vigaszág | Vigaszág | Elődöntő | Elődöntő | Elődöntő | Döntő   | Döntő    |
| Versenyző                                                  | Versenyszám         | Idő      | Hely.    | Össz.    | Idő      | Hely.    | Össz.    | Idő      | Hely.    | Össz.    | Idő     | Helyezés |
| ---------------------------------------------------------- | ------------------- | -------- | -------- | -------- | -------- | -------- | -------- | -------- | -------- | -------- | ------- | -------- |
| Jens Stegemann                                             | Kajak egyes 1000 m  | 3:43,22  | 3.       | 12.      | 3:33,15  | 1.       | 2.       | 3:41,72  | 8.       | 14.      | kiesett | kiesett  |
| Kay Bluhm Torsten Gutsche                                  | Kajak kettes 500 m  | 1:33,95  | 1.       | 7.       | erőnyerő | erőnyerő | erőnyerő | 1:28,11  | 1.       | 1.       | 1:28,27 |          |
| Kay Bluhm Torsten Gutsche                                  | Kajak kettes 1000 m | 3:13,36  | 1.       | 2.       | erőnyerő | erőnyerő | erőnyerő | 3:17,64  | 1.       | 2.       | 3:16,10 |          |
| Mario von Appen Oliver Kegel Thomas Reineck André Wohllebe | Kajak négyes 1000 m | 2:52,17  | 1.       | 1.       |          |          |          | 2:54,80  | 1.       | 1.       | 2:54,18 |          |
| Olaf Heukrodt                                              | Kenu egyes 500 m    | 1:53,91  | 2.       | 4.       | erőnyerő | erőnyerő | erőnyerő | 1:53,74  | 2.       | 3.       | 1:53,00 |          |
| Matthias Röder                                             | Kenu egyes 1000 m   | 4:02,57  | 1.       | 1.       | erőnyerő | erőnyerő | erőnyerő | 4:02,94  | 1.       | 1.       | 4:08,96 | 4.       |
| Ulrich Papke Ingo Spelly                                   | Kenu kettes 500 m   | 1:40,53  | 1.D      | 1.       |          |          |          |          |          |          | 1:41,68 |          |
| Ulrich Papke Ingo Spelly                                   | Kenu kettes 1000 m  | 3:32,08  | 1.D      | 1.       |          |          |          |          |          |          | 3:37,42 |          |

Női
| Versenyző                                                             | Versenyszám        | Előfutam | Előfutam | Előfutam | Elődöntő | Elődöntő | Elődöntő | Döntő   | Döntő    |
| Versenyző                                                             | Versenyszám        | Idő      | Hely.    | Össz.    | Idő      | Hely.    | Össz.    | Idő     | Helyezés |
| --------------------------------------------------------------------- | ------------------ | -------- | -------- | -------- | -------- | -------- | -------- | ------- | -------- |
| Birgit Fischer-Schmidt                                                | Kajak egyes 500 m  | 1:52,49  | 1.       | 1.       | 1:52,13  | 2.       | 5.       | 1:51,60 |          |
| Ramona Portwich Anke Nothnagel                                        | Kajak kettes 500 m | 1:41,82  | 1.       | 1.       | 1:40,50  | 1.       | 1.       | 1:40,29 |          |
| Katrin Borchert Birgit Fischer-Schmidt Anke Nothnagel Ramona Portwich | Kajak négyes 500 m | 1:34,13  | 3.       | 3.       | 1:37,48  | 1.       | 1.       | 1:38,47 |          |

### Szlalom
Férfi
| Versenyző                     | Versenyszám | Döntő    | Döntő    | Döntő    | Döntő    | Döntő         | Helyezés |
| Versenyző                     | Versenyszám | 1. futam | 1. futam | 2. futam | 2. futam | Jobb eredmény | Helyezés |
| Versenyző                     | Versenyszám | Pont     | Hely.    | Pont     | Hely.    | Pont          | Helyezés |
| ----------------------------- | ----------- | -------- | -------- | -------- | -------- | ------------- | -------- |
| Thomas Becker                 | Kajak egyes | 119,38   | 20.      | 120,63   | 21.      | 119,38        | 26.      |
| Jochen Lettmann               | Kajak egyes | 108,52   | 1.       | 109,72   | 4.       | 108,52        |          |
| Jens Vorsatz                  | Kajak egyes | 120,51   | 23.      | 124,37   | 27.      | 120,51        | 29.      |
| Sören Kaufmann                | Kenu egyes  | 124,80   | 8.       | 133,97   | 17.      | 124,80        | 17.      |
| Martin Lang                   | Kenu egyes  | 120,67   | 5.       | 119,19   | 6.       | 119,19        | 6.       |
| Manfred Berro Michael Trummer | Kenu kettes | 170,60   | 16.      | 132,83   | 7.       | 132,83        | 9.       |
| Thomas Loose Frank Hemmer     | Kenu kettes | 144,47   | 11.      | 136,03   | 10.      | 136,03        | 13.      |
| Udo Raumann Rüdiger Hübbers   | Kenu kettes | 146,05   | 12.      | 306,51   | 17.      | 146,05        | 14.      |

Női
| Versenyző                | Versenyszám | Döntő    | Döntő    | Döntő    | Döntő    | Döntő         | Helyezés |
| Versenyző                | Versenyszám | 1. futam | 1. futam | 2. futam | 2. futam | Jobb eredmény | Helyezés |
| Versenyző                | Versenyszám | Pont     | Hely.    | Pont     | Hely.    | Pont          | Helyezés |
| ------------------------ | ----------- | -------- | -------- | -------- | -------- | ------------- | -------- |
| Elisabeth Micheler-Jones | Kajak egyes | 136,19   | 2.       | 126,41   | 1.       | 126,41        |          |
| Eva Roth                 | Kajak egyes | 152,53   | 17.      | 132,29   | 3.       | 132,29        | 4.       |
| Kordula Striepecke       | Kajak egyes | 136,51   | 3.       | 134,49   | 5.       | 134,49        | 6.       |

## Kerékpározás

### Országúti kerékpározás
Férfi
| Versenyző                                              | Versenyszám     | Idő            | Helyezés |
| ------------------------------------------------------ | --------------- | -------------- | -------- |
| Christian Meyer                                        | Mezőnyverseny   | 4:35:56(+0:35) | 68.      |
| Erik Zabel                                             | Mezőnyverseny   | 4:35:56(+0:35) | 4.       |
| Steffen Wesemann                                       | Mezőnyverseny   | 4:35:56(+0:35) | 30.      |
| Bernd Dittert Christian Meyer Uwe Peschel Michael Rich | Csapat időfutam | 2:01:39        |          |

Női
| Versenyző     | Versenyszám   | Idő            | Helyezés |
| ------------- | ------------- | -------------- | -------- |
| Jutta Niehaus | Mezőnyverseny | 2:09:42(+5:00) | 44.      |
| Viola Paulitz | Mezőnyverseny | 2:05:03(+0:21) | 19.      |
| Petra Rossner | Mezőnyverseny | 2:05:03(+0:21) | 28.      |

### Pálya-kerékpározás
Sprintversenyek
| Versenyző      | Versenyszám  | Selejtező | Selejtező | 1. forduló                                           | 1. forduló | Vigaszág selejtező   | Vigaszág selejtező | Vigaszág döntő                           | Vigaszág döntő | 2. forduló                                        | 2. forduló | Vigaszág             | Vigaszág | Negyeddöntő                              | 5–8. helyért           | 5–8. helyért | Elődöntő                                      | Döntő                                        | Helyezés |
| Versenyző      | Versenyszám  | Idő       | Hely.     | Ellenfél Győztes idő                                 | Hely.      | Ellenfél Győztes idő | Hely.              | Ellenfél Győztes idő                     | Hely.          | Ellenfelek Győztes idő                            | Hely.      | Ellenfél Győztes idő | Hely.    | Ellenfél Győztes idő                     | Ellenfelek Győztes idő | Hely.        | Ellenfél Győztes idő                          | Ellenfél Győztes idő                         | Helyezés |
| -------------- | ------------ | --------- | --------- | ---------------------------------------------------- | ---------- | -------------------- | ------------------ | ---------------------------------------- | -------------- | ------------------------------------------------- | ---------- | -------------------- | -------- | ---------------------------------------- | ---------------------- | ------------ | --------------------------------------------- | -------------------------------------------- | -------- |
| Jens Fiedler   | Férfi egyéni | 10,252    | 1.        | Jon Andrews (NZL) · 11,339                           | 1.         |                      |                    |                                          |                | Ainārs Ķiksis (LAT) · Erik Schoefs (BEL) · 11,285 | 1.         |                      |          | Kenneth Carpenter (USA) · 10,883, 11,322 |                        |              | Roberto Chiappa (ITA) · 10,791, 11,279        | Gary Neiwand (AUS) · 10,995, 10,778          |          |
| Annett Neumann | Női egyéni   | 11,689    | 3.        | Erika Salumäe (EST) · Daniela Larreal (VEN) · 12,377 | 2.         |                      |                    | Cornelia Pareskevin-Young (USA) · 12,238 | 1.             |                                                   |            |                      |          | Tanya Dubnicoff (CAN) · 12,283, 12,265   |                        |              | Ingrid Haringa (NED) · 12,263, 11,889, 12,285 | Erika Salumäe (EST) · 12,766, 12,667, 12,244 |          |

Üldözőversenyek
| Versenyző                                                                | Versenyszám                | Selejtező | Selejtező | Negyeddöntő | Negyeddöntő | Negyeddöntő | Elődöntő                                                                                               | Elődöntő  | Elődöntő | Döntő                                                                                         | Döntő      | Helyezés |
| Versenyző                                                                | Versenyszám                | Idő       | Hely.     | Ellenfél Idő | Saját idő   | Hely.       | Ellenfél Idő                                                                                           | Saját idő | Hely.    | Ellenfél Idő                                                                                  | Saját idő  | Helyezés |
| ------------------------------------------------------------------------ | -------------------------- | --------- | --------- | --- | ----------- | ----------- | --- | --------- | -------- | --------------------------------------------------------------------------------------------- | ---------- | -------- |
| Jens Lehmann                                                             | Férfi egyéni üldözőverseny | 4:30,054  | 2.        | Oleksandr Honchenkov (EUN) · lekörözték                                                                          | 4:27,715    | 2.          | Gary Anderson (NZL) · 4:31,061                                                                         | 4:27,230  | 1.       | Chris Boardman (GBR) · 3:21,649                                                               | lekörözték |          |
| Petra Rossner                                                            | Női egyéni üldözőverseny   | 3:43,091  | 2.        | Leontien van Moorsel (NED) · 3:49,795                                                                            | 3:41,509    | 1.          | Hanne Malmberg (DEN) · 3:53,516                                                                        | 3:48,517  | 1.       | Kathryn Watt (AUS) · 3:43,438                                                                 | 3:41,753   |          |
| Guido Fulst Michael Glöckner Jens Lehmann Stefan Steinweg Andreas Walzer | Férfi csapat üldözőverseny | 4:14,934  | 2.        | Új-Zéland (NZL) · Gary Anderson · Nigel Donnelly · Carlos Marryatt · Glenn McLeay · Stuart Williams · lekörözték | 4:10,980    | 2.          | Dánia (DEN) · Ken Frost · Jimmi Madsen · Klaus Nielsen · Jan Bo Petersen · Michael Sandstød · 4:15,860 | 4:10,446  | 1.       | Ausztrália (AUS) · Brett Aitken · Stephen McGlede · Shaun O'Brien · Stuart O’Grady · 4:10,218 | 4:08,791   |          |

Időfutam
| Versenyző      | Versenyszám           | Idő      | Helyezés |
| -------------- | --------------------- | -------- | -------- |
| Jens Glücklich | Férfi egyéni időfutam | 1:04,798 | 4.       |

Pontversenyek
| Versenyző   | Versenyszám       | Selejtező | Selejtező | Selejtező | Selejtező | Döntő     | Döntő | Helyezés |
| Versenyző   | Versenyszám       | Csoport   | lekörözés | Pont      | Hely.     | lekörözés | Pont  | Helyezés |
| ----------- | ----------------- | --------- | --------- | --------- | --------- | --------- | ----- | -------- |
| Guido Fulst | Férfi pontverseny | B         | 1         | 21        | 6.        | -         | 24    | 7.       |

## Kézilabda

### Férfi
| Német férfi kézilabdacsapat-játékoskeret                                                                                                | Német férfi kézilabdacsapat-játékoskeret |
| --- | --- |
| - Jochen Fraatz - Matthias Hahn - Stephan Hauck - Jan Holpert - Michael Klemm - Michael Krieter - Hendrik Ochel - Klaus-Dieter Petersen | - Richard Ratka - Bernd Roos - Holger Schneider - Wolfgang Schwenke - Andreas Thiel - Volker Zerbe - Frank-Michael Wahl - Holger Winselmann |

#### Eredmények
Csoportkör
B csoport
| Csapat                  | M | Gy | D | V | G+  | G–  | Gk  | P  |
| ----------------------- | - | -- | - | - | --- | --- | --- | -- |
| Egyesített Csapat (EUN) | 5 | 5  | 0 | 0 | 121 | 98  | +23 | 10 |
| Franciaország (FRA)     | 5 | 4  | 0 | 1 | 111 | 98  | +13 | 8  |
| Spanyolország (ESP)     | 5 | 3  | 0 | 2 | 97  | 98  | –1  | 6  |
| Románia (ROU)           | 5 | 1  | 1 | 3 | 107 | 115 | –8  | 3  |
| Németország (GER)       | 5 | 1  | 1 | 3 | 97  | 103 | –6  | 3  |
| Egyiptom (EGY)          | 5 | 0  | 0 | 5 | 92  | 113 | –21 | 0  |

| 1992. július 27. 16:00 | Egyesített Csapat (EUN) | 25–15  | Németország (GER) | Játékvezetők: Jug, Jeglic (SLO) |
| 1992. július 27. 16:00 | Dujsebajev 7            | (12–7) | Hauck 5           | Játékvezetők: Jug, Jeglic (SLO) |
| 1992. július 27. 16:00 |                         |        |                   | Játékvezetők: Jug, Jeglic (SLO) |

| 1992. július 29. 16:00 | Németország (GER) | 20–20  | Románia (ROU)   | Játékvezetők: Christensen, Jorgensen (DEN) |
| 1992. július 29. 16:00 | Winselmann 5      | (9–13) | Licu, Zaharia 5 | Játékvezetők: Christensen, Jorgensen (DEN) |
| 1992. július 29. 16:00 |                   |        |                 | Játékvezetők: Christensen, Jorgensen (DEN) |

| 1992. július 31. 16:00 | Németország (GER) | 20–23  | Franciaország (FRA) | Játékvezetők: Johansson, Kjellkvist (SWE) |
| 1992. július 31. 16:00 | három játékos 4   | (9–10) | Lathoud, Munier 5   | Játékvezetők: Johansson, Kjellkvist (SWE) |
| 1992. július 31. 16:00 |                   |        |                     | Játékvezetők: Johansson, Kjellkvist (SWE) |

| 1992. augusztus 2. 14:30 | Egyiptom (EGY) | 16–24  | Németország (GER) | Játékvezetők: Convents, Xhonneux (BEL) |
| 1992. augusztus 2. 14:30 | El-Attar 6     | (5–13) | Roos 7            | Játékvezetők: Convents, Xhonneux (BEL) |
| 1992. augusztus 2. 14:30 |                |        |                   | Játékvezetők: Convents, Xhonneux (BEL) |

| 1992. augusztus 4. 19:00 | Spanyolország (ESP) | 19–18 | Németország (GER) | Játékvezetők: Oie, Hogsnes (NOR) |
| 1992. augusztus 4. 19:00 | Urdiales 7          | (8–8) | Hauck 6           | Játékvezetők: Oie, Hogsnes (NOR) |
| 1992. augusztus 4. 19:00 |                     |       |                   | Játékvezetők: Oie, Hogsnes (NOR) |

A 9. helyért
| 1992. augusztus 7. 16:00 | Csehszlovákia (TCH) | 20–19  | Németország (GER) | Játékvezetők: Lelong, Tancrez (FRA) |
| 1992. augusztus 7. 16:00 | Šetlík 6            | (11–8) | Hahn 5            | Játékvezetők: Lelong, Tancrez (FRA) |
| 1992. augusztus 7. 16:00 |                     |        |                   | Játékvezetők: Lelong, Tancrez (FRA) |

| Csapat            | Helyezés |
| ----------------- | -------- |
| Németország (GER) | 10.      |

### Női
| Német női kézilabdacsapat-játékoskeret                                                                                         | Német női kézilabdacsapat-játékoskeret                                                                                              |
| --- | --- |
| - Sabine Adamik - Andrea Bölk - Eike Bram - Carola Ciszewski - Michaela Erler - Silke Fittinger - Sybille Gruner - Rita Köster | - Anja Krüger - Elena Leonte - Kerstin Mühlner - Bianca Urbanke - Gabriele Palme - Silvia Schmitt - Andrea Stolletz - Birgit Wagner |

#### Eredmények
Csoportkör
A csoport
| Csapat                  | M | Gy | D | V | G+ | G– | Gk  | P |
| ----------------------- | - | -- | - | - | -- | -- | --- | - |
| Egyesített Csapat (EUN) | 3 | 3  | 0 | 0 | 77 | 56 | +21 | 6 |
| Németország (GER)       | 3 | 2  | 0 | 1 | 86 | 61 | +25 | 4 |
| Egyesült Államok (USA)  | 3 | 1  | 0 | 2 | 55 | 76 | –21 | 2 |
| Nigéria (NGR)           | 3 | 0  | 0 | 3 | 56 | 81 | –25 | 0 |

| 1992. július 30. 10:00 | Németország (GER) | 32–17  | Nigéria (NGR) | Játékvezetők: Oie, Hogsnes (NOR) |
| 1992. július 30. 10:00 | Mühlner 9         | (14–9) | Sana 7        | Játékvezetők: Oie, Hogsnes (NOR) |
| 1992. július 30. 10:00 |                   |        |               | Játékvezetők: Oie, Hogsnes (NOR) |

| 1992. augusztus 1. 15:00 | Egyesült Államok (USA) | 16–32  | Németország (GER)   | Játékvezetők: Convents, Xhonneux (BEL) |
| 1992. augusztus 1. 15:00 | Jones 7                | (6–16) | Leonte, Fittinger 8 | Játékvezetők: Convents, Xhonneux (BEL) |
| 1992. augusztus 1. 15:00 |                        |        |                     | Játékvezetők: Convents, Xhonneux (BEL) |

| 1992. augusztus 3. 16:30 | Egyesített Csapat (EUN) | 28–22   | Németország (GER) | Játékvezetők: Rudin, Schill (SUI) |
| 1992. augusztus 3. 16:30 | Morszkova 14            | (13–14) | Ciszewski 5       | Játékvezetők: Rudin, Schill (SUI) |
| 1992. augusztus 3. 16:30 |                         |         |                   | Játékvezetők: Rudin, Schill (SUI) |

Elődöntő
| 1992. augusztus 6. 16:00 | Dél-Korea (KOR)                                       | 26–25   | Németország (GER) | Játékvezetők: Christensen, Jorgensen (DEN) |
| 1992. augusztus 6. 16:00 | Nam Unjong (Nam Eun-Yeong), I Mijong (Lee Mi-Yeong) 5 | (17–13) | Schmitt 7         | Játékvezetők: Christensen, Jorgensen (DEN) |
| 1992. augusztus 6. 16:00 |                                                       |         |                   | Játékvezetők: Christensen, Jorgensen (DEN) |

Bronzmérkőzés
| 1992. augusztus 8. 10:00 | Németország (GER) | 20–24  | Egyesített Csapat (EUN) | Játékvezetők: Johansson, Kjellkvist (SWE) |
| 1992. augusztus 8. 10:00 | Leonte, Wagner 6  | (9–10) | Morszkova 6             | Játékvezetők: Johansson, Kjellkvist (SWE) |
| 1992. augusztus 8. 10:00 |                   |        |                         | Játékvezetők: Johansson, Kjellkvist (SWE) |

| Csapat            | Helyezés |
| ----------------- | -------- |
| Németország (GER) | 4.       |

## Kosárlabda

### Férfi
| Német férfi kosárlabdacsapat-játékoskeret                                                        | Német férfi kosárlabdacsapat-játékoskeret                                                      |
| ------------------------------------------------------------------------------------------------ | ---------------------------------------------------------------------------------------------- |
| - Armin Andres - Stephan Baeck - Gunther Behnke - Uwe Blab - Hans-Jürgen Gnad - Henning Harnisch | - Michael Jackel - Jens Kujawa - Arnd Neuhaus - Kai Nürnberger - Henrik Rödl - Detlef Schrempf |

#### Eredmények
Csoportkör
A csoport
| Csapat                 | M | Gy | V | P+  | P–  | Pk   | P  |
| ---------------------- | - | -- | - | --- | --- | ---- | -- |
| Egyesült Államok (USA) | 5 | 5  | 0 | 579 | 350 | +229 | 10 |
| Horvátország (CRO)     | 5 | 4  | 1 | 423 | 400 | +23  | 9  |
| Brazília (BRA)         | 5 | 2  | 3 | 420 | 463 | –43  | 7  |
| Németország (GER)      | 5 | 2  | 3 | 369 | 432 | –63  | 7  |
| Angola (ANG)           | 5 | 1  | 4 | 324 | 392 | –68  | 6  |
| Spanyolország (ESP)    | 5 | 1  | 4 | 398 | 476 | –78  | 6  |

| 1992. július 26. 20:30 | Németország (GER) | 83 – 74   | Spanyolország (ESP) | Pabellón Olímpico de Badalona, Badalona |
| 1992. július 26. 20:30 | (46–39)           |           |                     | Pabellón Olímpico de Badalona, Badalona |
| 1992. július 26. 20:30 | Schrempf 26       | Pont      | Villacampa 21       | Pabellón Olímpico de Badalona, Badalona |
| 1992. július 26. 20:30 | Gnad 20           | Lepattanó | Andreu 7            | Pabellón Olímpico de Badalona, Badalona |
| 1992. július 26. 20:30 | Schrempf 4        | Gólpassz  | Villacampa 2        | Pabellón Olímpico de Badalona, Badalona |

| 1992. július 27. 14:30 | Angola (ANG)        | 63–64     | Németország (GER) | Pabellón Olímpico de Badalona, Badalona |
| 1992. július 27. 14:30 | (42–36)             |           |                   | Pabellón Olímpico de Badalona, Badalona |
| 1992. július 27. 14:30 | Sousa, Conceição 18 | Pont      | Schrempf 25       | Pabellón Olímpico de Badalona, Badalona |
| 1992. július 27. 14:30 | Conceição 6         | Lepattanó | Schrempf 15       | Pabellón Olímpico de Badalona, Badalona |
| 1992. július 27. 14:30 | Macedo 5            | Gólpassz  | Rödl, Schrempf 2  | Pabellón Olímpico de Badalona, Badalona |

| 1992. július 29. 20:30 | Egyesült Államok (USA) | 111– 68   | Németország (GER)   | Pabellón Olímpico de Badalona, Badalona |
| 1992. július 29. 20:30 | (58–23)                |           |                     | Pabellón Olímpico de Badalona, Badalona |
| 1992. július 29. 20:30 | Bird 19                | Pont      | Schrempf, Jackel 15 | Pabellón Olímpico de Badalona, Badalona |
| 1992. július 29. 20:30 | Malone 5               | Lepattanó | Schrempf 8          | Pabellón Olímpico de Badalona, Badalona |
| 1992. július 29. 20:30 | Jordan 12              | Gólpassz  | Rödl, Schrempf 2    | Pabellón Olímpico de Badalona, Badalona |

| 1992. július 31. 20:30 | Horvátország (CRO) | 99 – 78   | Németország (GER) | Pabellón Olímpico de Badalona, Badalona |
| 1992. július 31. 20:30 | (46–41)            |           |                   | Pabellón Olímpico de Badalona, Badalona |
| 1992. július 31. 20:30 | Petrović 26        | Pont      | Schrempf 25       | Pabellón Olímpico de Badalona, Badalona |
| 1992. július 31. 20:30 | Kukoč 7            | Lepattanó | Schrempf 8        | Pabellón Olímpico de Badalona, Badalona |
| 1992. július 31. 20:30 | Kukoč, Komazec 4   | Gólpassz  | Rödl 5            | Pabellón Olímpico de Badalona, Badalona |

| 1992. augusztus 2. 9:30 | Németország (GER) | 76–85     | Brazília (BRA)   | Pabellón Olímpico de Badalona, Badalona |
| 1992. augusztus 2. 9:30 | (40–39)           |           |                  | Pabellón Olímpico de Badalona, Badalona |
| 1992. augusztus 2. 9:30 | Schrempf 27       | Pont      | Boas 27          | Pabellón Olímpico de Badalona, Badalona |
| 1992. augusztus 2. 9:30 | Schrempf, Gnad 10 | Lepattanó | dos Santos 11    | Pabellón Olímpico de Badalona, Badalona |
| 1992. augusztus 2. 9:30 | Rödl, Schrempf 3  | Gólpassz  | Maury Ponikwar 6 | Pabellón Olímpico de Badalona, Badalona |

Negyeddöntő
| 1992. augusztus 4. 16:30 | Egyesített Csapat (EUN) | 83–76     | Németország (GER) | Pabellón Olímpico de Badalona, Badalona |
| 1992. augusztus 4. 16:30 | (35–36)                 |           |                   | Pabellón Olímpico de Badalona, Badalona |
| 1992. augusztus 4. 16:30 | Tyihonyenko 26          | Pont      | Schrempf 32       | Pabellón Olímpico de Badalona, Badalona |
| 1992. augusztus 4. 16:30 | Volkov 14               | Lepattanó | Schrempf 10       | Pabellón Olímpico de Badalona, Badalona |
| 1992. augusztus 4. 16:30 | Volkov 4                | Gólpassz  | Rödl, Schrempf 3  | Pabellón Olímpico de Badalona, Badalona |

Az 5–8. helyért
| 1992. augusztus 6. 20:30 | Ausztrália (AUS) | 109–79    | Németország (GER) | Pabellón Olímpico de Badalona, Badalona |
| 1992. augusztus 6. 20:30 | (52–44)          |           |                   | Pabellón Olímpico de Badalona, Badalona |
| 1992. augusztus 6. 20:30 | Gaze 30          | Pont      | Jackel 19         | Pabellón Olímpico de Badalona, Badalona |
| 1992. augusztus 6. 20:30 | Bradtke 11       | Lepattanó | Gnad 11           | Pabellón Olímpico de Badalona, Badalona |
| 1992. augusztus 6. 20:30 | Smyth 6          | Gólpassz  | Schrempf 5        | Pabellón Olímpico de Badalona, Badalona |

A 7. helyért
| 1992. augusztus 8. 20:00 | Puerto Rico (PUR) | 86–96     | Németország (GER) | Pabellón Olímpico de Badalona, Badalona |
| 1992. augusztus 8. 20:00 | (46–45)           |           |                   | Pabellón Olímpico de Badalona, Badalona |
| 1992. augusztus 8. 20:00 | Carter 25         | Pont      | Schrempf 24       | Pabellón Olímpico de Badalona, Badalona |
| 1992. augusztus 8. 20:00 | Mincy, Carter 5   | Lepattanó | Gnad 15           | Pabellón Olímpico de Badalona, Badalona |
| 1992. augusztus 8. 20:00 | López 2           | Gólpassz  | Schrempf 7        | Pabellón Olímpico de Badalona, Badalona |

| Csapat            | Helyezés |
| ----------------- | -------- |
| Németország (GER) | 7.       |

## Lovaglás
Díjlovaglás
| Versenyző                                                     | Ló                                | Versenyszám | Selejtező | Selejtező | Selejtező | Selejtező | Selejtező | Selejtező | Selejtező | Selejtező | Selejtező | Selejtező | Selejtező  | Selejtező  | Döntő   | Döntő   | Döntő   | Döntő   | Döntő   | Döntő   | Döntő   | Döntő   | Döntő   | Döntő   | Döntő      | Helyezés |
| Versenyző                                                     | Ló                                | Versenyszám | 1. kör    | 1. kör    | 2. kör    | 2. kör    | 3. kör    | 3. kör    | 4. kör    | 4. kör    | 5. kör    | 5. kör    | Összesítés | Összesítés | 1. kör  | 1. kör  | 2. kör  | 2. kör  | 3. kör  | 3. kör  | 4. kör  | 4. kör  | 5. kör  | 5. kör  | Összesítés | Helyezés |
| Versenyző                                                     | Ló                                | Versenyszám | Pont      | Hely.     | Pont      | Hely.     | Pont      | Hely.     | Pont      | Hely.     | Pont      | Hely.     | Pont       | Hely.      | Pont    | Hely.   | Pont    | Hely.   | Pont    | Hely.   | Pont    | Hely.   | Pont    | Hely.   | Pont       | Helyezés |
| ------------------------------------------------------------- | --------------------------------- | ----------- | --------- | --------- | --------- | --------- | --------- | --------- | --------- | --------- | --------- | --------- | ---------- | ---------- | ------- | ------- | ------- | ------- | ------- | ------- | ------- | ------- | ------- | ------- | ---------- | -------- |
| Klaus Blkenhol                                                | Goldstern                         | Egyéni      | 341       | 3.        | 351       | 3.        | 337       | 3.        | 327       | 5.        | 338       | 3.        | 1694       | 3.         | 298     | 3.      | 308     | 3.      | 298     | 3.      | 301     | 3.      | 310     | 2.      | 1515       |          |
| Nicole Uphoff                                                 | Rembrandt                         | Egyéni      | 348       | 1.        | 357       | 1.        | 357       | 1.        | 348       | 2.        | 358       | 1.        | 1768       | 1.         | 338     | 1.      | 328     | 1.      | 320     | 1.      | 313     | 1.      | 327     | 1.      | 1626       |          |
| Monica Theodorescu                                            | Grunox                            | Egyéni      | 337       | 4.        | 334       | 4.        | 333       | 5.        | 336       | 3.        | 336       | 4.        | 1676       | 4.         | kiesett | kiesett | kiesett | kiesett | kiesett | kiesett | kiesett | kiesett | kiesett | kiesett | kiesett    | 17.      |
| Isabell Werth                                                 | Gigolo                            | Egyéni      | 346       | 2.        | 354       | 2.        | 344       | 2.        | 362       | 1.        | 356       | 2.        | 1762       | 2.         | 319     | 2.      | 311     | 2.      | 307     | 2.      | 307     | 2.      | 307     | 3.      | 1551       |          |
| Klaus Blkenhol Nicole Uphoff Monica Theodorescu Isabell Werth | Goldstern Rembrandt Grunox Gigolo | Csapat      |           |           |           |           |           |           |           |           |           |           |            |            |         |         |         |         |         |         |         |         |         |         | 5224       |          |

Díjugratás
| Versenyző                                                    | Ló                                      | Versenyszám | Selejtező | Selejtező | Selejtező | Selejtező | Selejtező | Selejtező | Selejtező  | Selejtező  | Döntő   | Döntő   | Döntő   | Döntő   | Végeredmény | Végeredmény |
| Versenyző                                                    | Ló                                      | Versenyszám | 1. kör    | 1. kör    | 2. kör    | 2. kör    | 2. kör    | 3. kör    | Összesítés | Összesítés | 1. kör  | 1. kör  | 2. kör  | 2. kör  | Végeredmény | Végeredmény |
| Versenyző                                                    | Ló                                      | Versenyszám | Pont      | Hely.     | Pont      | Össz.     | Hely.     | Pont      | Pont       | Hely.      | Bünt.   | Hely.   | Bünt.   | Hely.   | Pont/Bünt   | Helyezés    |
| ------------------------------------------------------------ | --------------------------------------- | ----------- | --------- | --------- | --------- | --------- | --------- | --------- | ---------- | ---------- | ------- | ------- | ------- | ------- | ----------- | ----------- |
| Otto Becker                                                  | Lucky Luke                              | Egyéni      | 22,50     | 65.       | 48,00     | 70,50     | 55.       | 57,00     | 127,50     | 50.        | kiesett | kiesett | kiesett | kiesett | 127,50      | 50.*        |
| Ludger Beerbaum                                              | Classic Touch                           | Egyéni      | 82,50     | 1.        | 0,00      | 82,50     | 46.       | 83,00     | 165,50     | 23.        | 0,00    | 1.      | 0,00    | 1.      | 0,00        |             |
| Sören von Rönne                                              | Taggi                                   | Egyéni      | 56,00     | 29.       | 72,50     | 128,50    | 20.       | 87,00     | 215,50     | 2.         | 12,00   | 26.     | kiesett | kiesett | 12,00       | 28.         |
| Franke Sloothaak                                             | Prestige                                | Egyéni      | 30,50     | 56.       | 21,50     | 52,00     | 67.       |           | 52,00      | 72.        | kiesett | kiesett | kiesett | kiesett | 52,00       | 72.*        |
| Otto Becker Ludger Beerbaum Sören von Rönne Franke Sloothaak | Lucky Luke Classic Touch Taggi Prestige | Csapat      |           |           |           |           |           |           |            |            | 24,00   | 10.     | 32,50   | 13.     | 56,50       | 11.         |

Lovastusa
| Versenyző                                                      | Ló                                   | Versenyszám | Díjlovaglás | Díjlovaglás | Tereplovaglás | Tereplovaglás | Tereplovaglás | Díjugratás | Díjugratás | Végeredmény | Végeredmény |
| Versenyző                                                      | Ló                                   | Versenyszám | Bünt.       | Hely.       | Bünt.         | Hely.         | Össz.         | Bünt.      | Hely.      | Bünt.       | Helyezés    |
| -------------------------------------------------------------- | ------------------------------------ | ----------- | ----------- | ----------- | ------------- | ------------- | ------------- | ---------- | ---------- | ----------- | ----------- |
| Matthias Baumann                                               | Alabaster                            | Egyéni      | 43,80       | 1.          | 93,60         | 43.           | 31.           | 20,00      | 48.        | 157,40      | 34.         |
| Herbert Blöcker                                                | Feine Dame                           | Egyéni      | 52,20       | 13.         | 27,60         | 8.            | 3.            | 1,50       | 8.         | 81,30       |             |
| Ralf Ehrenbrink                                                | Kildare                              | Egyéni      | 62,80       | 31.         | 40,80         | 13.           | 14.           | 5,00       | 9.         | 108,60      | 11.         |
| Cord Mysegaes                                                  | Ricardo                              | Egyéni      | 52,00       | 12.         | 48,40         | 18.           | 11.           | 10,00      | 24.        | 110,40      | 13.         |
| Matthias Baumann Herbert Blöcker Ralf Ehrenbrink Cord Mysegaes | Alabaster Feine Dame Kildare Ricardo | Csapat      | 167,00      | 2.          | 116,80        | 4.            | 4.            | 16,50      | 2.         | 300,30      |             |

* - egy másik versenyzővel azonos eredményt ért el

## Műugrás
Férfi
| Versenyző     | Versenyszám        | Elődöntő | Elődöntő | Döntő   | Döntő    |
| Versenyző     | Versenyszám        | Pont     | Helyezés | Pont    | Helyezés |
| ------------- | ------------------ | -------- | -------- | ------- | -------- |
| Albin Killat  | Egyéni műugrás     | 392,10   | 3.       | 556,35  | 10.      |
| Jan Hempel    | Egyéni műugrás     | 353,85   | 18.      | kiesett | kiesett  |
| Jan Hempel    | Egyéni toronyugrás | 426,27   | 3.       | 574,17  | 4.       |
| Michael Kühne | Egyéni toronyugrás | 393,21   | 6.       | 558,54  | 7.       |

Női
| Versenyző    | Versenyszám        | Elődöntő | Elődöntő | Döntő   | Döntő    |
| Versenyző    | Versenyszám        | Pont     | Helyezés | Pont    | Helyezés |
| ------------ | ------------------ | -------- | -------- | ------- | -------- |
| Brita Baldus | Egyéni műugrás     | 312,90   | 2.       | 503,07  |          |
| Simona Koch  | Egyéni műugrás     | 281,46   | 10.      | 468,96  | 7.       |
| Monika Kühn  | Egyéni toronyugrás | 270,51   | 20.      | kiesett | kiesett  |
| Ute Wetzig   | Egyéni toronyugrás | 284,13   | 14.      | kiesett | kiesett  |

## Ökölvívás
| Versenyző       | Versenyszám     | Selejtező                            | Nyolcaddöntő                     | Negyeddöntő                  | Elődöntő                                   | Döntő                              | Helyezés |
| Versenyző       | Versenyszám     | Ellenfél Eredmény                    | Ellenfél Eredmény                | Ellenfél Eredmény            | Ellenfél Eredmény                          | Ellenfél Eredmény                  | Helyezés |
| --------------- | --------------- | ------------------------------------ | -------------------------------- | ---------------------------- | ------------------------------------------ | ---------------------------------- | -------- |
| Jan Quast       | Papírsúly       | Mohamed Zbir (MAR) · 6-0             | Phamuansak Phasuwan (THA) · 11-2 | Valentin Barbu (ROU) · 15-7  | Daniel Petrov (BUL) · 9-15                 | kiesett                            |          |
| Mario Loch      | Légsúly         | Khadpo Vichai (THA) · RSC            | David Serradas (VEN) · 4-9       | kiesett                      | kiesett                                    | kiesett                            | 9.       |
| Dieter Berg     | Harmatsúly      | Mohamed Achik (MAR) · 0-3            | kiesett                          | kiesett                      | kiesett                                    | kiesett                            | 17.      |
| Andreas Tews    | Pehelysúly      | Kirkor Kirkorov (BUL) · 9-5          | Djamel Lifa (FRA) · 9-4          | Park Deok-Gyu (KOR) · 17-7   | Hoszin Szoltáni (ALG) · 11-1               | Faustino Reyes (ESP) · 16-7        |          |
| Marco Rudolph   | Könnyűsúly      | Vasile Nistor (ROU) · 10-5           | Dariusz Snarski (POL) · 10-1     | Julien Lorcy (FRA) · 13-10   | Namjilyn Bayarsaikhan (MGL) · visszalépett | Oscar De La Hoya (USA) · 2-7       |          |
| Andreas Zülow   | Kisváltósúly    | Kim Jae-Gyeong (KOR) · 12-0          | Héctor Vinent (CUB) · 2-14       | kiesett                      | kiesett                                    | kiesett                            | 9.       |
| Andreas Otto    | Váltósúly       | Andrew Lewis (GUY) · 8-7             | Mario Romero (NCA) · RSC         | Michael Carruth (IRL) · 6-6  | kiesett                                    | kiesett                            | 5.       |
| Markus Beyer    | Nagyváltósúly   | Sililo Figota (NZL) · 16-2           | Juan Carlos Lemus (CUB) · RSC    | kiesett                      | kiesett                                    | kiesett                            | 9.       |
| Sven Ottke      | Középsúly       | Richard Santiago (PUR) · 15-2        | Brian Lentz (DEN) · 9-2          | Ariel Hernández (CUB) · 6-14 | kiesett                                    | kiesett                            | 5.       |
| Torsten May     | Félnehézsúly    | Kim Gilnam (Kim Gil-Nam) (PRK) · 9-1 | Dale Brown (CAN) · 7-1           | Montell Griffin (USA) · 6-4  | Wojciech Bartnik (POL) · 8-6               | Rosztiszlav Zaulicsnij (EUN) · 8-3 |          |
| Bert Teuchert   | Nehézsúly       | Elio Ibarra (ARG) · 5-1              | Félix Savón (CUB) · 2-11         | kiesett                      | kiesett                                    | kiesett                            | 9.       |
| Wilhelm Fischer | Szupernehézsúly | Ahmed Sarir (MAR) · RSC              | Jerry Nijman (NED) · 22-5        | Szvilen Ruszinov (BUL) · 5-8 | kiesett                                    | kiesett                            | 5.       |

RSC - a játékvezető megállította a mérkőzést

## Öttusa
| Versenyző                                      | Versenyszám | Vívás    | Vívás | Vívás     | Úszás  | Úszás | Úszás | Lövészet | Lövészet | Lövészet | Futás   | Futás | Futás | Lovaglás | Lovaglás | Lovaglás | Összesen    | Összesen |
| Versenyző                                      | Versenyszám | Pontszám | Pont  | Hely.     | Idő    | Pont  | Hely. | Eredmény | Pont     | Hely.    | Idő     | Pont  | Hely. | Idő      | Pont     | Hely.    | Összes pont | Helyezés |
| ---------------------------------------------- | ----------- | -------- | ----- | --------- | ------ | ----- | ----- | -------- | -------- | -------- | ------- | ----- | ----- | -------- | -------- | -------- | ----------- | -------- |
| Ulrich Czermak                                 | Egyéni      | 36-29    | 830   | 18.****   | 3:29,3 | 1200  | 44.*  | 186      | 1060     | 24.***** | 13:26,6 | 1147  | 21.   | 2:29,1   | 656      | 60.      | 4893        | 45.      |
| Dirk Knappheide                                | Egyéni      | 38-27    | 864   | 9.****    | 3:21,1 | 1264  | 18.   | 186      | 1060     | 24.***** | 13:56,9 | 1057  | 43.   | 1:32,0   | 950      | 36.      | 5195        | 22.      |
| Pawel Olszewski                                | Egyéni      | 34-31    | 796   | 28.****** | 3:24,0 | 1240  | 27.   | 182      | 1000     | 42.**    | 14:12,6 | 1009  | 51.   | 1:43,1   | 798      | 51.      | 4843        | 49.      |
| Ulrich Czermak Dirk Knappheide Pawel Olszewski | Csapat      |          | 2490  | 6.***     |        | 3704  | 6.*   |          | 3120     | 8.*      |         | 3213  | 12.   |          | 2404     | 15.      | 14931       | 11.      |

* - egy másik versenyzővel/csapattal azonos időt ért el

** - két másik versenyzővel azonos eredményt ért el

*** - három másik csapattal azonos eredményt ért el

**** - négy másik versenyzővel azonos eredményt ért el

***** - hat másik versenyzővel azonos eredményt ért el

****** - nyolc másik versenyzővel azonos eredményt ért el

## Sportlövészet
Férfi
| Versenyző                  | Versenyszám           | Selejtező | Selejtező | Döntő   | Döntő    |
| Versenyző                  | Versenyszám           | Pont      | Helyezés  | Pont    | Helyezés |
| -------------------------- | --------------------- | --------- | --------- | ------- | -------- |
| René Osthold               | Gyorstüzelő pisztoly  | 583       | 15.       | kiesett | kiesett  |
| Ralf Schumann              | Gyorstüzelő pisztoly  | 594       | 1.        | 885     |          |
| Hans-Jürgen Neumaier-Bauer | Légpisztoly           | 578       | 12.*      | kiesett | kiesett  |
| Hans-Jürgen Neumaier-Bauer | Szabadpisztoly        | 547       | 33.*      | kiesett | kiesett  |
| Gernot Eder                | Szabadpisztoly        | 554       | 20.*      | kiesett | kiesett  |
| Gernot Eder                | Légpisztoly           | 576       | 19.**     | kiesett | kiesett  |
| Johann Riederer            | Légpuska              | 590       | 8.        | 691,7   |          |
| Matthias Stich             | Légpuska              | 588       | 13.***    | kiesett | kiesett  |
| Hubert Bichler             | Sportpuska, fekvő     | 598       | 1.        | 701,1   | 4.       |
| Hubert Bichler             | Sportpuska, összetett | 1158      | 17.**     | kiesett | kiesett  |
| Bernd Rücker               | Sportpuska, összetett | 1151      | 29.*      | kiesett | kiesett  |
| Bernd Rücker               | Sportpuska, fekvő     | 596       | 10.       | kiesett | kiesett  |
| Michael Jakosits           | Futócéllövészet       | 580       | 1.        | 673     |          |
| Jens Zimmermann            | Futócéllövészet       | 578       | 3.        | 667     | 6.       |

Női
| Versenyző           | Versenyszám           | Selejtező | Selejtező | Döntő   | Döntő    |
| Versenyző           | Versenyszám           | Pont      | Helyezés  | Pont    | Helyezés |
| ------------------- | --------------------- | --------- | --------- | ------- | -------- |
| Liselotte Breker    | Légpisztoly           | 377       | 15.****   | kiesett | kiesett  |
| Liselotte Breker    | Sportpisztoly         | 577       | 10.       | kiesett | kiesett  |
| Margit Stein        | Sportpisztoly         | 571       | 26.**     | kiesett | kiesett  |
| Margit Stein        | Légpisztoly           | 377       | 15.****   | kiesett | kiesett  |
| Sonja Pfeilschifter | Légpuska              | 386       | 30.       | kiesett | kiesett  |
| Sonja Pfeilschifter | Sportpuska, összetett | 569       | 28.*      | kiesett | kiesett  |
| Silvia Sperber      | Sportpuska, összetett | 574       | 20.       | kiesett | kiesett  |
| Silvia Sperber      | Légpuska              | 392       | 9.        | kiesett | kiesett  |

Nyílt
| Versenyző         | Versenyszám | Selejtező | Selejtező | Elődöntő | Elődöntő | Döntő   | Döntő    |
| Versenyző         | Versenyszám | Pont      | Helyezés  | Pont     | Helyezés | Pont    | Helyezés |
| ----------------- | ----------- | --------- | --------- | -------- | -------- | ------- | -------- |
| Jörg Damme        | Trap        | 148       | 2.        | 195      | 2.***    | 218     | 4.       |
| Matthias Dunkel   | Skeet       | 141       | 50.       | kiesett  | kiesett  | kiesett | kiesett  |
| Bernhard Hochwald | Skeet       | 147       | 19.       | 196      | 16.***   | kiesett | kiesett  |
| Axel Wegner       | Skeet       | 145       | 25.*****  | kiesett  | kiesett  | kiesett | kiesett  |

* - egy másik versenyzővel azonos eredményt ért el

** - két másik versenyzővel azonos eredményt ért el

*** - négy másik versenyzővel azonos eredményt ért el

**** - öt másik versenyzővel azonos eredményt ért el

***** - hét másik versenyzővel azonos eredményt ért el

## Súlyemelés
| Versenyző         | Versenyszám | Szakítás | Szakítás | Lökés    | Lökés    | Összesen | Helyezés |
| Versenyző         | Versenyszám | Eredmény | Helyezés | Eredmény | Helyezés | Összesen | Helyezés |
| ----------------- | ----------- | -------- | -------- | -------- | -------- | -------- | -------- |
| Marco Spanehl     | 60 kg       | 117,5    | 14.      | 150,0    | 11.      | 267,5    | 13.      |
| Andreas Behm      | 67,5 kg     | 145,0    | 3.       | 175,0    | 3.       | 320,0    |          |
| Oliver Caruso     | 75 kg       | 145,0    | 16.      | 180,0    | 16.      | 325,0    | 16.      |
| Ingo Steinhöfel   | 75 kg       | 155,0    | 3.       | 192,5    | 4.       | 347,5    | 5.       |
| Marc Huster       | 82,5 kg     | 160,0    | 7.       | 202,5    | 3.       | 362,5    | 7.       |
| Udo Guse          | 100 kg      | 167,5    | 9.       | 210,0    | 7.       | 377,5    | 7.       |
| Frank Seipelt     | 110 kg      | 170,0    | 13.      | 220,0    | 5.       | 390,0    | 6.       |
| Ronny Weller      | 110 kg      | 192,5    | 2.       | 240,0    | 1.       | 432,5    |          |
| Manfred Nerlinger | +110 kg     | 180,0    | 6.       | 232,5    | 3.       | 412,5    |          |
| Martin Zawieja    | +110 kg     | 170,0    | 8.       | 210,0    | 11.      | 380,0    | 9.       |

## Szinkronúszás
| Versenyző                    | Versenyszám | Selejtező           | Selejtező           | Selejtező       | Selejtező  | Selejtező  | Döntő           | Döntő      | Helyezés |
| Versenyző                    | Versenyszám | Technikai gyakorlat | Technikai gyakorlat | Zenés gyakorlat | Összesítés | Összesítés | Zenés gyakorlat | Összesítés | Helyezés |
| Versenyző                    | Versenyszám | Pont                | Hely.               | Pont            | Pont       | Hely.      | Pont            | Pont       | Helyezés |
| ---------------------------- | ----------- | ------------------- | ------------------- | --------------- | ---------- | ---------- | --------------- | ---------- | -------- |
| Monika Müller                | Egyéni      | 84,147              | 29.                 | 90,200          | 174,347    | 14.        | kiesett         | kiesett    | 14.      |
| Margit Schreib               | Egyéni      | 80,594              | 47.                 | kiesett         | kiesett    | kiesett    | kiesett         | kiesett    | kiesett  |
| Monika Müller Margit Schreib | Páros       | 82,370              | 14.                 | 89,800          | 172,170    | 14.        | kiesett         | kiesett    | 14.      |

## Tenisz
Férfi
| Versenyző                  | Versenyszám | 64-es főtábla                                            | 32-es főtábla                                                 | Nyolcaddöntő                                                                          | Negyeddöntő                                                                         | Elődöntő                                                                                | Döntő                                                                                       | Helyezés |
| Versenyző                  | Versenyszám | Ellenfél Eredmény                                        | Ellenfél Eredmény                                             | Ellenfél Eredmény                                                                     | Ellenfél Eredmény                                                                   | Ellenfél Eredmény                                                                       | Ellenfél Eredmény                                                                           | Helyezés |
| -------------------------- | ----------- | -------------------------------------------------------- | ------------------------------------------------------------- | ------------------------------------------------------------------------------------- | ----------------------------------------------------------------------------------- | --------------------------------------------------------------------------------------- | ------------------------------------------------------------------------------------------- | -------- |
| Boris Becker               | Egyes       | Christian Ruud (NOR) · 3-6, 7-6(7–2), 5-7, 7-6(7–2), 6-3 | Júnesz el-Ajnávi (MAR) · 6-4, 5-7, 6-4, 6-0                   | Fabrice Santoro (FRA) · 1-6, 6-3, 1-6, 3-6                                            | kiesett                                                                             | kiesett                                                                                 | kiesett                                                                                     | 9.       |
| Carl-Uwe Steeb             | Egyes       | Andrei Pavel (ROU) · 7-5, 6-2, 6-2                       | Michael Stich (GER) · 6-4, 6-2, 4-6, 6-3                      | Leonardo Lavalle (MEX) · 4-6, 6-3, 3-6, 2-6                                           | kiesett                                                                             | kiesett                                                                                 | kiesett                                                                                     | 9.       |
| Michael Stich              | Egyes       | Richard Fromberg (AUS) · 6-3, 3-6, 6-1, 3-6, 6-3         | Carl-Uwe Steeb (GER) · 4-6, 2-6, 6-4, 3-6                     | kiesett                                                                               | kiesett                                                                             | kiesett                                                                                 | kiesett                                                                                     | 17.      |
| Boris Becker Michael Stich | Páros       |                                                          | Marokkó (MAR) · Júnesz el-Ajnávi · Karim Alami · visszaléptek | Görögország (GRE) · Anasztásziosz Bavélasz · Konsztandínosz Efrémoglu · 6-3, 6-1, 6-4 | Spanyolország (ESP) · Sergio Casal · Emilio Sánchez · 6-3, 4-6, 7-6(11-9), 5-7, 6-3 | Argentína (ARG) · Javier Frana · Christian Miniussi · 7-6(7-3), 6-2, 6-7(4-7), 2-6, 6-4 | Dél-afrikai Köztársaság (RSA) · Wayne Ferreira · Piet Norval · 7-6(7-5), 4-6, 7-6(7-5), 6-3 |          |

Női
| Versenyző              | Versenyszám | 64-es főtábla                         | 32-es főtábla                                              | Nyolcaddöntő                                                                 | Negyeddöntő                             | Elődöntő                            | Döntő                                   | Helyezés |
| Versenyző              | Versenyszám | Ellenfél Eredmény                     | Ellenfél Eredmény                                          | Ellenfél Eredmény                                                            | Ellenfél Eredmény                       | Ellenfél Eredmény                   | Ellenfél Eredmény                       | Helyezés |
| ---------------------- | ----------- | ------------------------------------- | ---------------------------------------------------------- | ---------------------------------------------------------------------------- | --------------------------------------- | ----------------------------------- | --------------------------------------- | -------- |
| Anke Huber             | Egyes       | Szavamacu Naoko (JPN) · 6-0, 4-6, 6-2 | Barbara Paulus (AUT) · 6-4, 6-1                            | Nicole Muns-Jagerman (NED) · 7-5, 7-6(7-3)                                   | Jennifer Capriati (USA) · 3-6, 6-7(1-7) | kiesett                             | kiesett                                 | 5.       |
| Steffi Graf            | Egyes       | Guadeloupe Novello (MEX) · 6-1, 6-1   | Brenda Schultz-McCarthy (NED) · 6-1, 6-0                   | Magdalena Maleeva (BUL) · 6-3, 6-4                                           | Sabine Appelmans (BEL) · 6-1, 6-0       | Mary Joe Fernández (USA) · 6-4, 6-2 | Jennifer Capriati (USA) · 6-3, 3-6, 4-6 |          |
| Barbara Rittner        | Egyes       | Florencia Labat (ARG) · 6-3, 6-3      | Nathalie Tauziat (FRA) · 6-3, 6-2                          | Arantxa Sánchez Vicario (ESP) · 6-4, 3-6, 1-6                                | kiesett                                 | kiesett                             | kiesett                                 | 9.       |
| Anke Huber Steffi Graf | Páros       |                                       | Indonézia (INA) · Yayuk Basuki · Suzanna Wibowo · 6-2, 6-3 | Egyesült Államok (USA) · Gigi Fernández · Mary Joe Fernández · 6-7(3-7), 4-6 | kiesett                                 | kiesett                             | kiesett                                 | 9.       |

## Tollaslabda
| Versenyző                    | Versenyszám | Selejtező                              | 32-es főtábla                                                       | Nyolcaddöntő                                                        | Negyeddöntő       | Elődöntő          | Döntő             | Helyezés |
| Versenyző                    | Versenyszám | Ellenfél Eredmény                      | Ellenfél Eredmény                                                   | Ellenfél Eredmény                                                   | Ellenfél Eredmény | Ellenfél Eredmény | Ellenfél Eredmény | Helyezés |
| ---------------------------- | ----------- | -------------------------------------- | ------------------------------------------------------------------- | ------------------------------------------------------------------- | ----------------- | ----------------- | ----------------- | -------- |
| Stephan Kuhl                 | Férfi egyes | Jürgen Koch (AUT) · 14-17, 15-12, 2-15 | kiesett                                                             | kiesett                                                             | kiesett           | kiesett           | kiesett           | 33.      |
| Kerstin Ubben                | Női egyes   | Mizui Hiszako (JPN) · 4-11, 1-11       | kiesett                                                             | kiesett                                                             | kiesett           | kiesett           | kiesett           | 33.      |
| Katrin Schmidt               | Női egyes   | Diana Koleva (BUL) · 11-6, 11-1        | Doris Piché (CAN) · 5-11, 8-11                                      | kiesett                                                             | kiesett           | kiesett           | kiesett           | 17.      |
| Stefan Frey Stephan Kuhl     | Férfi páros |                                        | Nagy-Britannia (GBR) · Nicholas Ponting · David Wright · 7-15, 9-15 | kiesett                                                             | kiesett           | kiesett           | kiesett           | 17.      |
| Kerstin Ubben Katrin Schmidt | Női páros   |                                        | Magyarország (HUN) · Dakó Andrea · Fórián Csilla · 15-4, 15-6       | Nagy-Britannia (GBR) · Julie Bradbury · Gillian Clark · 14-18, 5-15 | kiesett           | kiesett           | kiesett           | 9.       |

## Torna
Férfi
| Versenyző                                                                         | Versenyszám      | Selejtező | Selejtező | Döntő    | Döntő    |
| Versenyző                                                                         | Versenyszám      | Pontszám  | Helyezés  | Pontszám | Helyezés |
| --------------------------------------------------------------------------------- | ---------------- | --------- | --------- | -------- | -------- |
| Ralf Büchner                                                                      | Talaj            | 19,025    | 40.       | kiesett  | kiesett  |
| Ralf Büchner                                                                      | Ugrás            | 19,150    | 16.       | kiesett  | kiesett  |
| Ralf Büchner                                                                      | Korlát           | 19,075    | 31.       | kiesett  | kiesett  |
| Ralf Büchner                                                                      | Nyújtó           | 18,750    | 64.       | kiesett  | kiesett  |
| Ralf Büchner                                                                      | Gyűrű            | 19,150    | 34.       | kiesett  | kiesett  |
| Ralf Büchner                                                                      | Lólengés         | 19,250    | 16.       | kiesett  | kiesett  |
| Ralf Büchner                                                                      | Egyéni összetett | 114,400   | 33.       | kiesett  | kiesett  |
| Mario Franke                                                                      | Talaj            | 19,025    | 40.       | kiesett  | kiesett  |
| Mario Franke                                                                      | Ugrás            | 18,500    | 84.       | kiesett  | kiesett  |
| Mario Franke                                                                      | Korlát           | 18,375    | 80.       | kiesett  | kiesett  |
| Mario Franke                                                                      | Nyújtó           | 19,150    | 35.       | kiesett  | kiesett  |
| Mario Franke                                                                      | Gyűrű            | 19,450    | 13.       | kiesett  | kiesett  |
| Mario Franke                                                                      | Lólengés         | 18,675    | 62.       | kiesett  | kiesett  |
| Mario Franke                                                                      | Egyéni összetett | 113,175   | 50.       | kiesett  | kiesett  |
| Sylvio Kroll                                                                      | Talaj            | 19,250    | 20.       | kiesett  | kiesett  |
| Sylvio Kroll                                                                      | Ugrás            | 19,250    | 7.        | 9,662    | 6.       |
| Sylvio Kroll                                                                      | Korlát           | 19,150    | 22.       | kiesett  | kiesett  |
| Sylvio Kroll                                                                      | Nyújtó           | 19,150    | 35.       | kiesett  | kiesett  |
| Sylvio Kroll                                                                      | Gyűrű            | 19,250    | 27.       | kiesett  | kiesett  |
| Sylvio Kroll                                                                      | Lólengés         | 18,800    | 51.       | kiesett  | kiesett  |
| Sylvio Kroll                                                                      | Egyéni összetett | 114,850   | 26.       | 56,700   | 26.      |
| Sven Tippelt                                                                      | Talaj            | 19,000    | 46.       | kiesett  | kiesett  |
| Sven Tippelt                                                                      | Ugrás            | 18,650    | 70.       | kiesett  | kiesett  |
| Sven Tippelt                                                                      | Korlát           | 18,900    | 46.       | kiesett  | kiesett  |
| Sven Tippelt                                                                      | Nyújtó           | 18,950    | 51.       | kiesett  | kiesett  |
| Sven Tippelt                                                                      | Gyűrű            | 19,500    | 11.       | kiesett  | kiesett  |
| Sven Tippelt                                                                      | Lólengés         | 18,775    | 55.       | kiesett  | kiesett  |
| Sven Tippelt                                                                      | Egyéni összetett | 113,775   | 41.       | kiesett  | kiesett  |
| Oliver Walther                                                                    | Talaj            | 19,025    | 40.       | kiesett  | kiesett  |
| Oliver Walther                                                                    | Ugrás            | 18,875    | 49.       | kiesett  | kiesett  |
| Oliver Walther                                                                    | Korlát           | 19,050    | 32.       | kiesett  | kiesett  |
| Oliver Walther                                                                    | Nyújtó           | 19,250    | 17.       | kiesett  | kiesett  |
| Oliver Walther                                                                    | Gyűrű            | 19,125    | 36.       | kiesett  | kiesett  |
| Oliver Walther                                                                    | Lólengés         | 19,100    | 25.       | kiesett  | kiesett  |
| Oliver Walther                                                                    | Egyéni összetett | 114,425   | 31.*      | 57,475   | 13.*     |
| Andreas Wecker                                                                    | Talaj            | 19,475    | 6.        | 9,687    | 7.       |
| Andreas Wecker                                                                    | Ugrás            | 19,125    | 17.       | kiesett  | kiesett  |
| Andreas Wecker                                                                    | Korlát           | 19,375    | 7.        | 9,612    | 7.       |
| Andreas Wecker                                                                    | Nyújtó           | 19,600    | 2.        | 9,837    | *        |
| Andreas Wecker                                                                    | Gyűrű            | 19,750    | 2.        | 9,862    | *        |
| Andreas Wecker                                                                    | Lólengés         | 19,550    | 3.        | 9,887    |          |
| Andreas Wecker                                                                    | Egyéni összetett | 116,875   | 4.        | 58,450   | 4.       |
| Ralf Büchner Mario Franke Sylvio Kroll Sven Tippelt Oliver Walther Andreas Wecker | Csapat összetett |           |           | 575,575  | 4.       |

Női
| Versenyző                                                                                   | Versenyszám      | Selejtező | Selejtező | Döntő    | Döntő    |
| Versenyző                                                                                   | Versenyszám      | Pontszám  | Helyezés  | Pontszám | Helyezés |
| ------------------------------------------------------------------------------------------- | ---------------- | --------- | --------- | -------- | -------- |
| Jana Günther                                                                                | Talaj            | 19,262    | 51.       | kiesett  | kiesett  |
| Jana Günther                                                                                | Ugrás            | 19,387    | 70.       | kiesett  | kiesett  |
| Jana Günther                                                                                | Felemás korlát   | 19,274    | 57.       | kiesett  | kiesett  |
| Jana Günther                                                                                | Gerenda          | 18,912    | 62.       | kiesett  | kiesett  |
| Jana Günther                                                                                | Egyéni összetett | 76,835    | 56.       | kiesett  | kiesett  |
| Annette Potempa                                                                             | Talaj            | 18,862    | 82.       | kiesett  | kiesett  |
| Annette Potempa                                                                             | Ugrás            | 19,549    | 39.       | kiesett  | kiesett  |
| Annette Potempa                                                                             | Felemás korlát   | 18,324    | 89.       | kiesett  | kiesett  |
| Annette Potempa                                                                             | Gerenda          | 19,187    | 48.       | kiesett  | kiesett  |
| Annette Potempa                                                                             | Egyéni összetett | 75,922    | 74.       | kiesett  | kiesett  |
| Anke Schönfelder                                                                            | Talaj            | 19,450    | 36.       | kiesett  | kiesett  |
| Anke Schönfelder                                                                            | Ugrás            | 19,537    | 41.       | kiesett  | kiesett  |
| Anke Schönfelder                                                                            | Felemás korlát   | 18,562    | 86.       | kiesett  | kiesett  |
| Anke Schönfelder                                                                            | Gerenda          | 18,599    | 77.       | kiesett  | kiesett  |
| Anke Schönfelder                                                                            | Egyéni összetett | 76,148    | 71.*      | kiesett  | kiesett  |
| Diana Schröder                                                                              | Talaj            | 19,412    | 38.       | kiesett  | kiesett  |
| Diana Schröder                                                                              | Ugrás            | 19,362    | 72.       | kiesett  | kiesett  |
| Diana Schröder                                                                              | Felemás korlát   | 19,437    | 48.       | kiesett  | kiesett  |
| Diana Schröder                                                                              | Gerenda          | 19,249    | 44.       | kiesett  | kiesett  |
| Diana Schröder                                                                              | Egyéni összetett | 77,460    | 40.       | 38,624   | 29.      |
| Kathleen Stark                                                                              | Talaj            | 19,587    | 24.       | kiesett  | kiesett  |
| Kathleen Stark                                                                              | Ugrás            | 19,624    | 29.       | kiesett  | kiesett  |
| Kathleen Stark                                                                              | Felemás korlát   | 19,574    | 41.       | kiesett  | kiesett  |
| Kathleen Stark                                                                              | Gerenda          | 19,012    | 53.       | kiesett  | kiesett  |
| Kathleen Stark                                                                              | Egyéni összetett | 77,797    | 34.       | 38,274   | 32.*     |
| Gabriele Weller                                                                             | Talaj            | 19,087    | 68.       | kiesett  | kiesett  |
| Gabriele Weller                                                                             | Ugrás            | 19,525    | 43.       | kiesett  | kiesett  |
| Gabriele Weller                                                                             | Felemás korlát   | 18,474    | 87.       | kiesett  | kiesett  |
| Gabriele Weller                                                                             | Gerenda          | 18,862    | 65.       | kiesett  | kiesett  |
| Gabriele Weller                                                                             | Egyéni összetett | 75,948    | 73.       | kiesett  | kiesett  |
| Jana Günther Annette Potempa Anke Schönfelder Diana Schröder Kathleen Stark Gabriele Weller | Csapat összetett |           |           | 385,875  | 9.       |

* - két másik versenyzővel azonos eredményt ért el

### Ritmikus gimnasztika
| Versenyző         | Versenyszám | Selejtező | Selejtező | Selejtező | Selejtező | Selejtező | Selejtező | Selejtező | Selejtező | Selejtező | Selejtező | Döntő  | Döntő  | Döntő | Döntő | Döntő    | Döntő    | Döntő            | Döntő            | Döntő    | Döntő    | Helyezés |
| Versenyző         | Versenyszám | Karika    | Karika    | Kötél     | Kötél     | Buzogány  | Buzogány  | Labda     | Labda     | Összesen  | Összesen  | Karika | Karika | Kötél | Kötél | Buzogány | Buzogány | Labda            | Labda            | Összesen | Összesen | Helyezés |
| Versenyző         | Versenyszám | Pont      | Hely.     | Pont      | Hely.     | Pont      | Hely.     | Pont      | Hely.     | Pont      | Hely.     | Pont   | Hely.  | Pont  | Hely. | Pont     | Hely.    | Pont             | Hely.            | Pont     | Hely.    | Helyezés |
| ----------------- | ----------- | --------- | --------- | --------- | --------- | --------- | --------- | --------- | --------- | --------- | --------- | ------ | ------ | ----- | ----- | -------- | -------- | ---------------- | ---------------- | -------- | -------- | -------- |
| Christiane Klumpp | Egyéni      | 9,300     | 11.**     | 9,350     | 11.       | 9,125     | 12.       | 8,575     | 39.       | 36,350    | 20.*      | 9,300  | 10.    | 9,250 | 12.   | 9,250    | 10.      | nem teljesítette | nem teljesítette | 45,975   | 10.      | 10.      |

* - egy másik versenyzővel azonos eredményt ért el

** - két másik versenyzővel azonos eredményt ért el

## Úszás
Férfi
| Versenyző                                                                              | Versenyszám            | Előfutam | Előfutam | Előfutam | Döntő   | Döntő        | Döntő        | Helyezés     |
| Versenyző                                                                              | Versenyszám            | Idő      | Hely.    | Össz.    | Típus   | Idő          | Hely.        | Helyezés     |
| -------------------------------------------------------------------------------------- | ---------------------- | -------- | -------- | -------- | ------- | ------------ | ------------ | ------------ |
| Mark Pinger                                                                            | 50 m gyors             | 22,88    | 5.       | 10.      | B       | 22,88        | 3.*          | 11.*         |
| Nils Rudolph                                                                           | 50 m gyors             | 22,70    | 3.*      | 6.*      | A       | 22,73        | 8.           | 8.           |
| Nils Rudolph                                                                           | 100 m gyors            | 50,29    | 4.       | 11.      | B       | 50,62        | 4.           | 12.          |
| Christian Tröger                                                                       | 100 m gyors            | 50,05    | 2.       | 8.       | A       | 49,84        | 7.           | 7.           |
| Steffen Zesner                                                                         | 200 m gyors            | 1:48,12  | 3.       | 4.       | A       | 1:48,84      | 7.           | 7.           |
| Christian Keller                                                                       | 200 m gyors            | 1:50,07  | 6.       | 16.      | B       | 1:50,46      | 6.           | 14.          |
| Christian Keller                                                                       | 100 m pillangó         | 54,47    | 1.       | 10.      | B       | 54,30        | 1.           | 9.           |
| Martin Herrmann                                                                        | 100 m pillangó         | 54,59    | 4.       | 13.      | B       | 54,94        | 6.           | 14.          |
| Martin Herrmann                                                                        | 200 m pillangó         | 2:00,47  | 2.       | 9.       | B       | 2:01,14      | 3.           | 11.          |
| Chris-Carol Bremer                                                                     | 200 m pillangó         | 2:00,49  | 3.       | 10.      | B       | 1:59,93      | 1.           | 9.           |
| Sebastian Wiese                                                                        | 400 m gyors            | 3:50,73  | 2.       | 7.       | A       | 3:49,06      | 6.           | 6.           |
| Stefan Pfeiffer                                                                        | 400 m gyors            | 3:49,99  | 3.       | 4.       | A       | 3:49,75      | 7.           | 7.           |
| Stefan Pfeiffer                                                                        | 1500 m gyors           | 15:13,71 | 2.       | 4.       | A       | 15:04,28     | 4.           | 4.           |
| Jörg Hoffmann                                                                          | 1500 m gyors           | 15:03,95 | 1.       | 2.       | A       | 15:02,29     | 3.           |              |
| Dirk Richter                                                                           | 100 m hát              | 56,03    | 3.       | 8.       | A       | 56,26        | 8.           | 8.           |
| Dirk Richter                                                                           | 200 m hát              | 2:00,94  | 3.       | 10.      | B       | visszalépett | visszalépett | visszalépett |
| Tino Weber                                                                             | 200 m hát              | 1:59,40  | 2.       | 2.       | A       | 1:59,78      | 6.           | 6.           |
| Tino Weber                                                                             | 100 m hát              | 56,27    | 3.       | 11.      | B       | 56,49        | 3.           | 11.          |
| Mark Warnecke                                                                          | 100 m mell             | 1:02,48  | 4.       | 10.      | B       | 1:02,73      | 5.*          | 13.*         |
| Christian Poswiat                                                                      | 100 m mell             | 1:03,85  | 5.       | 26.      | kiesett | kiesett      | kiesett      | kiesett      |
| Christian Poswiat                                                                      | 200 m mell             | 2:20,80  | 5.       | 29.      | kiesett | kiesett      | kiesett      | kiesett      |
| Josef Hladky                                                                           | 200 m vegyes           | 2:07,18  | 7.       | 32.      | kiesett | kiesett      | kiesett      | kiesett      |
| Christian Geßner                                                                       | 200 m vegyes           | 2:02,43  | 3.       | 6.       | A       | 2:01,97      | 5.           | 5.           |
| Christian Geßner                                                                       | 400 m vegyes           | 4:19,92  | 2.       | 6.       | A       | 4:17,88      | 5.           | 5.           |
| Patrick Kühl                                                                           | 400 m vegyes           | 4:18,68  | 2.       | 3.       | A       | 4:19,66      | 6.           | 6.           |
| Christian Tröger Dirk Richter Steffen Zesner Mark Pinger Andreas Szigat Bengt Zikarsky | 4 × 100 m gyorsváltó   | 3:19,61  | 2.       | 4.       | A       | 3:17,90      | 3.           |              |
| Peter Sitt Steffen Zesner Andreas Szigat Stefan Pfeiffer Christian Tröger              | 4 × 200 m gyorsváltó   | 7:18,21  | 2.       | 2.       | A       | 7:16,58      | 4.           | 4.           |
| Tino Weber Mark Warnecke Christian Keller Mark Pinger Bengt Zikarsky                   | 4 × 100 m vegyes váltó | 3:43,00  | 1.       | 4.       | A       | 3:40,19      | 4.           | 4.           |

Női
| Versenyző | Versenyszám            | Előfutam | Előfutam | Előfutam | Döntő   | Döntő    | Döntő    | Helyezés |
| Versenyző | Versenyszám            | Idő      | Hely.    | Össz.    | Típus   | Idő      | Hely.    | Helyezés |
| --- | ---------------------- | -------- | -------- | -------- | ------- | -------- | -------- | -------- |
| Simone Osygus                                                                                                 | 50 m gyors             | 25,79    | 2.       | 5.       | A       | 25,74    | 7.       | 7.       |
| Simone Osygus                                                                                                 | 100 m gyors            | 55,98    | 2.       | 7.*      | A       | 55,93    | 7.       | 7.       |
| Franziska van Almsick                                                                                         | 100 m gyors            | 55,40    | 2.       | 2.       | A       | 54,94    | 3.       |          |
| Franziska van Almsick                                                                                         | 50 m gyors             | 25,96    | 3.       | 9.       | B       | kizárták | kizárták | kizárták |
| Franziska van Almsick                                                                                         | 100 m pillangó         | 1:00,02  | 1.       | 4.       | A       | 1:00,70  | 7.       | 7.       |
| Franziska van Almsick                                                                                         | 200 m gyors            | 1:57,90  | 1.       | 1.       | A       | 1:58,00  | 2.       |          |
| Kerstin Kielgass                                                                                              | 200 m gyors            | 2:00,55  | 2.       | 4.       | A       | 1:59,67  | 3.       |          |
| Kerstin Kielgass                                                                                              | 400 m gyors            | 4:12,50  | 1.       | 4.       | A       | 4:11,52  | 5.       | 5.       |
| Kerstin Kielgass                                                                                              | 800 m gyors            | 8:43,52  | 3.       | 9.       | kiesett | kiesett  | kiesett  | kiesett  |
| Jana Henke | 800 m gyors            | 8:35,11  | 1.       | 3.       | A       | 8:30,99  | 3.       |          |
| Dagmar Hase                                                                                                   | 400 m gyors            | 4:10,92  | 2.       | 2.       | A       | 4:07,18  | 1.       |          |
| Dagmar Hase                                                                                                   | 100 m hát              | 1:03,35  | 3.       | 14.      | B       | 1:02,93  | 1.       | 9.       |
| Dagmar Hase                                                                                                   | 200 m hát              | 2:11,52  | 2.       | 3.       | A       | 2:09,46  | 2.       |          |
| Marion Zoller                                                                                                 | 200 m hát              | 2:14,53  | 4.       | 12.      | B       | 2:13,77  | 1.       | 9.       |
| Sandra Völker                                                                                                 | 100 m hát              | 1:02,90  | 2.       | 10.      | B       | 1:04,52  | 8.       | 16.      |
| Daniela Brendel                                                                                               | 100 m mell             | 1:10,49  | 2.       | 7.       | A       | 1:11,05  | 8.       | 8.       |
| Daniela Brendel                                                                                               | 200 m mell             | 2:32,09  | 3.       | 11.*     | B       | 2:32,05  | 2.       | 10.      |
| Jana Dörries                                                                                                  | 200 m mell             | 2:34,58  | 8.       | 18.      | kiesett | kiesett  | kiesett  | kiesett  |
| Jana Dörries                                                                                                  | 100 m mell             | 1:10,00  | 3.       | 6.       | A       | 1:09,77  | 5.       | 5.       |
| Bettina Ustrowski                                                                                             | 100 m pillangó         | 1:02,07  | 6.       | 18.      | kiesett | kiesett  | kiesett  | kiesett  |
| Bettina Ustrowski                                                                                             | 200 m pillangó         | 2:21,49  | 2.       | 26.      | kiesett | kiesett  | kiesett  | kiesett  |
| Jana Haas | 200 m vegyes           | 2:17,74  | 2.       | 10.      | B       | 2:20,94  | 8.       | 16.      |
| Jana Haas | 400 m vegyes           | 4:49,93  | 3.       | 11.      | B       | 4:47,74  | 1.       | 9.       |
| Daniela Hunger                                                                                                | 400 m vegyes           | 4:47,39  | 3.       | 7.       | A       | 4:47,57  | 6.       | 6.       |
| Daniela Hunger                                                                                                | 200 m vegyes           | 2:15,16  | 3.       | 3.       | A       | 2:13,92  | 3.       |          |
| Franziska van Almsick Simone Osygus Daniela Hunger Manuela Stellmach Kerstin Kielgass Annette Hadding         | 4 × 100 m gyorsváltó   | 3:43,58  | 2.       | 3.       | A       | 3:41,60  | 3.       |          |
| Dagmar Hase Jana Dörries Franziska van Almsick Daniela Hunger Daniela Brendel Bettina Ustrowski Simone Osygus | 4 × 100 m vegyes váltó | 4:10,62  | 2.       | 2.       | A       | 4:05,19  | 2.       |          |

* - egy másik versenyzővel azonos időt ért el

## Vitorlázás
Férfi
| Versenyző                    | Versenyszám     | Futam  | Futam | Futam | Futam  | Futam | Futam   | Futam | Futam | Futam | Futam | Pontszám | Helyezés |
| Versenyző                    | Versenyszám     | 1      | 2     | 3     | 4      | 5     | 6       | 7     | 8     | 9     | 10    | Pontszám | Helyezés |
| ---------------------------- | --------------- | ------ | ----- | ----- | ------ | ----- | ------- | ----- | ----- | ----- | ----- | -------- | -------- |
| Timm Stade                   | Szörfvitorlázás | 20,0   | 17,0  | 21,0  | 18,0   | 22,0  | (51,0*) | 51,0  | 24,0  | 8,0   | 33,0  | 214,0    | 18.      |
| Peter Aldag                  | Finn dingi      | 27,0   | 15,0  | 14,0  | (36,0) | 8,0   | 20,0    | 24,0  |       |       |       | 108,0    | 15.      |
| Wolfgang Hunger Rolf Schmidt | 470-es osztály  | (44,0) | 44,0* | 14,0  | 5,7    | 13,0  | 5,7     | 0,0   |       |       |       | 82,4     | 8.       |

Női
| Versenyző                        | Versenyszám    | Futam | Futam | Futam | Futam | Futam | Futam | Futam    | Pontszám | Helyezés |
| Versenyző                        | Versenyszám    | 1     | 2     | 3     | 4     | 5     | 6     | 7        | Pontszám | Helyezés |
| -------------------------------- | -------------- | ----- | ----- | ----- | ----- | ----- | ----- | -------- | -------- | -------- |
| Peggy Hardwiger Christina Pinnow | 470-es osztály | 10,0  | 13,0  | 13,0  | 13,0  | 5,7   | 17,0  | (24,0**) | 71,7     | 8.       |

Nyílt
| Versenyző                  | Versenyszám     | Futam | Futam  | Futam  | Futam | Futam | Futam | Futam  | Pontszám | Helyezés |
| Versenyző                  | Versenyszám     | 1     | 2      | 3      | 4     | 5     | 6     | 7      | Pontszám | Helyezés |
| -------------------------- | --------------- | ----- | ------ | ------ | ----- | ----- | ----- | ------ | -------- | -------- |
| Jörg Fricke Hans Vogt      | Csillaghajó     | 13,0  | (23,0) | 3,0    | 5,7   | 22,0  | 3,0   | 23,0   | 69,7     | 6.       |
| Roland Gäbler Frank Parlow | Tornádó         | 15,0  | 14,0   | (24,0) | 10,0  | 24,0  | 22,0  | 5,7    | 90,7     | 11.      |
| Albert Batzill Peter Lang  | Repülő hollandi | 5,7   | 10,0   | 14,0   | 13,0  | 16,0  | 11,7  | (25,0) | 70,4     | 5.       |

| Versenyző                                | Versenyszám | Előfutam | Előfutam | Előfutam | Előfutam | Előfutam | Előfutam | Előfutam | Előfutam | Csoportkör | Csoportkör | Csoportkör | Csoportkör | Csoportkör | Csoportkör | Csoportkör | Kieséses szakasz  | Kieséses szakasz                           | Helyezés |
| Versenyző                                | Versenyszám | 1        | 2        | 3        | 4        | 5        | 6        | Pont     | Hely.    | SWE        | GBR        | USA        | ESP        | DEN        | Pont       | Hely.      | Elődöntő          | Döntő                                      | Helyezés |
| ---------------------------------------- | ----------- | -------- | -------- | -------- | -------- | -------- | -------- | -------- | -------- | ---------- | ---------- | ---------- | ---------- | ---------- | ---------- | ---------- | ----------------- | ------------------------------------------ | -------- |
| Thomas Flach Bernd Jäkel Jochen Schümann | Soling      | 5,7      | (16,0)   | 14,0     | 11,7     | 3,0      | 5,7      | 40,1     | 3.       | 0-1        | 1-0        | 1-0        | 1-0        | 0-1        | 3          | 3.         | Dánia (DEN) · 0-2 | Bronzmérkőzés · Nagy-Britannia (GBR) · 1-2 | 4.       |

* - nem ért célba

** - kizárták

## Vívás
Férfi
| Versenyző                                                                     | Versenyszám       | Csoportkör | Csoportkör | Selejtező                        | 32-es főtábla                                 | Egyenes ág a negyeddöntőért              | Egyenes ág a negyeddöntőért        | Vigaszág a negyeddöntőért                    | Vigaszág a negyeddöntőért              | Vigaszág a negyeddöntőért          | Vigaszág a negyeddöntőért                | Negyeddöntő                             | Elődöntő                             | Döntő                                               | Helyezés |
| Versenyző                                                                     | Versenyszám       | Csoportkör | Csoportkör | Selejtező                        | 32-es főtábla                                 | 1. kör                                   | 2. kör                             | 1. kör                                       | 2. kör                                 | 3. kör                             | 4. kör                                   | Negyeddöntő                             | Elődöntő                             | Döntő                                               | Helyezés |
| Versenyző                                                                     | Versenyszám       | Ellenfél Eredmény | Hely.      | Ellenfél Eredmény                | Ellenfél Eredmény                             | Ellenfél Eredmény                        | Ellenfél Eredmény                  | Ellenfél Eredmény                            | Ellenfél Eredmény                      | Ellenfél Eredmény                  | Ellenfél Eredmény                        | Ellenfél Eredmény                       | Ellenfél Eredmény                    | Ellenfél Eredmény                                   | Helyezés |
| ----------------------------------------------------------------------------- | ----------------- | --- | ---------- | -------------------------------- | --------------------------------------------- | ---------------------------------------- | ---------------------------------- | -------------------------------------------- | -------------------------------------- | ---------------------------------- | ---------------------------------------- | --------------------------------------- | ------------------------------------ | --------------------------------------------------- | -------- |
| Ulrich Schreck                                                                | Tőr, egyéni       | 6. csoport · Michael Ludwig (AUT) · 5-4 · Vu Hszing-jao (Wu Xing Yao) (HKG) · 5-3 · Nagano Josihide (JPN) · 5-2 · Donald McKenzie (GBR) · 5-3 · Oscar García Pérez (CUB) · 2-5                 | 1.         | erőnyerő                         | Oscar García Pérez (CUB) · 4-6, 5-1, 5-0      | Andrea Borella (ITA) · 4-6, 3-5          |                                    |                                              | Udo Wagner (GER) · 2-5, 6-5, 5-6       | kiesett                            | kiesett                                  | kiesett                                 | kiesett                              | kiesett                                             | 18.      |
| Udo Wagner                                                                    | Tőr, egyéni       | 3. csoport · Jonathan Davis (GBR) · 0-5 · Érsek Zsolt (HUN) · 5-4 · Eric Bravin (USA) · 5-2 · Enzo da Ponte (PAR) · 5-0 · Wong Liang Hun (SIN) · 5-3 · Anatol Richter (AUT) · 4-5              | 3.         | erőnyerő                         | Elvis Gregory (CUB) · 6-4, 1-5, 4-6           |                                          |                                    | Lou Mún-tóng (Lo Moon Tong) (HKG) · 5-1, 5-0 | Ulrich Schreck (GER) · 5-2, 5-6, 6-5   | Érsek Zsolt (HUN) · 6-5, 6-4       | Mauro Numa (ITA) · 6-5, 2-5, 5-3         | Andrea Borella (ITA) · 4-6, 6-4, 5-0    | Philippe Omnès (FRA) · 3-5, 6-5, 3-5 | Bronzmérkőzés · Elvis Gregory (CUB) · 3-5, 5-2, 3-5 | 4.       |
| Thorsten Weidner                                                              | Tőr, egyéni       | 1. csoport · Je Csung (Ye Chong) (CHN) · 4-5 · Vjacseszlav Grigorjev (EUN) · 5-1 · Michael Marx (USA) · 5-2 · Walter Torres (PHI) · 5-1 · Tan Kim Huat (SIN) · 5-2 · Kim Jongho (KOR) · 3-5    | 2.         | erőnyerő                         | Anatol Richter (AUT) · 5-6, 5-3, 4-6          |                                          |                                    | Je Csung (Ye Chong) (CHN) · 2-5, 3-5         | kiesett                                | kiesett                            | kiesett                                  | kiesett                                 | kiesett                              | kiesett                                             | 25.      |
| Elmar Borrmann                                                                | Párbajtőr, egyéni | 6. csoport · Olivier Lenglet (FRA) · 5-2 · I Szanggi (KOR) · 5-1 · Roman Ječmínek (TCH) · 5-4 · Scott Arnold (AUS) · 5-1 · Záhi el-Húri (LIB) · 5-3 · Trevor Strydom (RSA) · 5-3               | 1.         | erőnyerő                         | Csang Theszok (KOR) · 5-2, 5-3                | Andrej Suvalov (EUN) · 6-5, 6-5          | Vánky Péter (SWE) · 5-2, 4-6, 5-2  |                                              |                                        |                                    |                                          | Jean-Michel Henry (FRA) · 5-2, 4-6, 0-5 | kiesett                              | kiesett                                             | 5.       |
| Robert Felisiak                                                               | Párbajtőr, egyéni | 4. csoport · Kulcsár Krisztián (HUN) · 4-5 · Michael O’Brien (IRL) · 5-4 · Robert Marx (USA) · 5-1 · Manuel Pereira (ESP) · 5-3 · José Bandeira (POR) · 5-3 · José Marcelo Álvarez (PAR) · 5-2 | 2.         | erőnyerő                         | Bogdan Nowosielski (CAN) · 5-0, 6-4           | Jean-Michel Henry (FRA) · 3-5, 6-5, 5-3  | Pavel Kolobkov (EUN) · 2-5, 3-5    |                                              |                                        |                                    | Angelo Mazzoni (ITA) · 4-6, 3-5          | kiesett                                 | kiesett                              | kiesett                                             | 9.       |
| Arnd Schmitt                                                                  | Párbajtőr, egyéni | 10. csoport · Pavel Kolobkov (EUN) · 5-5 · Thomas Lundblad (SWE) · 2-5 · Rafael di Tella (ARG) · 5-3 · Wong Liang Hun (SIN) · 5-1 · Rui Frazão (POR) · 5-1 · Viktor Zuikov (EST) · 2-5         | 3.         | Rafael di Tella (ARG) · 5-2, 5-0 | Éric Srecki (FRA) · 5-6, 4-6                  |                                          |                                    | Aleš Depta (TCH) · 5-6, 4-6                  | kiesett                                | kiesett                            | kiesett                                  | kiesett                                 | kiesett                              | kiesett                                             | 29.      |
| Felix Becker                                                                  | Kard, egyéni      | 3. csoport · Janusz Olech (POL) · 5-3 · Jang Csen (Yang Zhen) (CHN) · 5-2 · Jean-Paul Banos (CAN) · 5-4 · Esteban Mullins (CRC) · 5-3 · Ferdinando Meglio (ITA) · 4-5                          | 1.         | erőnyerő                         | Alexandru Chiculiţă (ROU) · 3-5, 5-2, 5-1     | Szabó Bence (HUN) · 3-5, 5-2, 2-5        |                                    |                                              | Jang Csen (Yang Zhen) (CHN) · 5-2, 5-3 | Janusz Olech (POL) · 1-5, 6-4, 2-5 | kiesett                                  | kiesett                                 | kiesett                              | kiesett                                             | 14.      |
| Jörg Kempenich                                                                | Kard, egyéni      | 1. csoport · Robert Kościelniakowski (POL) · 5-1 · Ian Williams (GBR) · 5-4 · Daniel Grigore (ROU) · 5-4 · Számi el-Báker (KSA) · 5-0 · Jean-François Lamour (FRA) · 3-5                       | 1.         | erőnyerő                         | Ian Williams (GBR) · 5-2, 5-1                 | Grigorij Kirijenko (EUN) · 3-5, 5-1, 1-5 |                                    |                                              | Daniel Grigore (ROU) · 2-5, 1-5        | kiesett                            | kiesett                                  | kiesett                                 | kiesett                              | kiesett                                             | 17.      |
| Jürgen Nolte                                                                  | Kard, egyéni      | 2. csoport · Vilmoş Szabo (ROU) · 4-5 · Jean-Marie Banos (CAN) · 5-3 · George Mormando (USA) · 5-2 · Ricardo Menalda (BRA) · 5-3 · Marek Gniewkowski (POL) · 4-5                               | 2.         | erőnyerő                         | Robert Kościelniakowski (POL) · 6-5, 2-5, 5-2 | Jean-Marie Banos (CAN) · 5-2, 5-3        | Ferdinando Meglio (ITA) · 3-5, 5-6 |                                              |                                        |                                    | Jean-Phillippe Daurelle (FRA) · 5-2, 6-4 | Giovanni Scalzo (ITA) · 5-2, 3-5, 3-5   | kiesett                              | kiesett                                             | 8.       |
| Alexander Koch Ulrich Schreck Udo Wagner Thorsten Weidner Ingo Weißenborn     | Tőr, csapat       | 4. csoport · Dél-Korea (KOR) · 9-2 · Ausztria (AUT) · 9-3 | 1.         |                                  |                                               |                                          |                                    |                                              |                                        |                                    |                                          | Franciaország (FRA) · 9-5               | Magyarország (HUN) · 8-5             | Kuba (CUB) · 8-8                                    |          |
| Elmar Borrmann Robert Felisiak Uwe Proske Wladimir Resnitschenko Arnd Schmitt | Párbajtőr, csapat | 3. csoport · Magyarország (HUN) · 5-9 · Románia (ROU) · 9-2 | 2.         |                                  |                                               |                                          |                                    |                                              |                                        |                                    |                                          | Olaszország (ITA) · 8-2                 | Egyesített Csapat (EUN) · 8-7        | Magyarország (HUN) · 8-4                            |          |
| Felix Becker Jacek Huchwajda Jörg Kempenich Jürgen Nolte Steffen Wiesinger    | Kard, csapat      | 4. csoport · Lengyelország (POL) · 9-3 · Nagy-Britannia (GBR) · 9-2 | 1.         |                                  |                                               |                                          |                                    |                                              |                                        |                                    |                                          | Magyarország (HUN) · 3-9                | 5–8. helyért · Kína (CHN) · 9-4      | 5. helyért · Lengyelország (POL) · 9-6              | 5.       |

Női
| Versenyző                                                                                  | Versenyszám | Csoportkör | Csoportkör | Selejtező                            | 32-es főtábla                          | Egyenes ág a negyeddöntőért                         | Egyenes ág a negyeddöntőért            | Vigaszág a negyeddöntőért | Vigaszág a negyeddöntőért                 | Vigaszág a negyeddöntőért                | Vigaszág a negyeddöntőért | Negyeddöntő                        | Elődöntő                      | Döntő                   | Helyezés |
| Versenyző                                                                                  | Versenyszám | Csoportkör | Csoportkör | Selejtező                            | 32-es főtábla                          | 1. kör                                              | 2. kör                                 | 1. kör                    | 2. kör                                    | 3. kör                                   | 4. kör                    | Negyeddöntő                        | Elődöntő                      | Döntő                   | Helyezés |
| Versenyző                                                                                  | Versenyszám | Ellenfél Eredmény | Hely.      | Ellenfél Eredmény                    | Ellenfél Eredmény                      | Ellenfél Eredmény                                   | Ellenfél Eredmény                      | Ellenfél Eredmény         | Ellenfél Eredmény                         | Ellenfél Eredmény                        | Ellenfél Eredmény         | Ellenfél Eredmény                  | Ellenfél Eredmény             | Ellenfél Eredmény       | Helyezés |
| ------------------------------------------------------------------------------------------ | ----------- | --- | ---------- | ------------------------------------ | -------------------------------------- | --------------------------------------------------- | -------------------------------------- | ------------------------- | ----------------------------------------- | ---------------------------------------- | ------------------------- | ---------------------------------- | ----------------------------- | ----------------------- | -------- |
| Sabine Bau                                                                                 | Tőr, egyéni | 3. csoport · Jelena Glikina (EUN) · 3-5 · Claudia Grigorescu (ROU) · 2-5 · Barbara Wolnicka (POL) · 5-2 · Molly Sullivan (USA) · 5-0 · Kim Dzsinszun (KOR) · 4-5              | 4.         | Montserat Esquerdo (ESP) · 5-1, 5-3  | Francesca Bortolozzi (ITA) · 5-2, 5-3  | Anna Sobczak (POL) · 5-2, 5-2                       | Laurence Modaine (FRA) · 5-3, 4-6, 5-3 |                           |                                           |                                          |                           | Giovanna Trillini (ITA) · 3-5, 4-6 | kiesett                       | kiesett                 | 7.       |
| Annette Dobmeier                                                                           | Tőr, egyéni | 7. csoport · Mincza Ildikó (HUN) · 4-5 · Hsziao Aj-hua (Xiao Aihua) (CHN) · 2-5 · Lydia Czuckermann-Hatuel (ISR) · 4-5 · Fiona McIntosh (GBR) · 5-1 · Renée Aubin (CAN) · 5-2 | 4.         | Gisèle Meygret (FRA) · 5-2, 3-5, 2-5 | kiesett                                | kiesett                                             | kiesett                                | kiesett                   | kiesett                                   | kiesett                                  | kiesett                   | kiesett                            | kiesett                       | kiesett                 | 34.      |
| Zita-Eva Funkenhauser                                                                      | Tőr, egyéni | 4. csoport · Olga Velicsko (EUN) · 5-3 · Montserat Esquerdo (ESP) · 5-4 · Mary O'Neill (USA) · 5-3 · Linda Strachan (GBR) · 5-3 · Vang Huj-feng (Wang Hui-feng) (CHN) · 4-5   | 2.         | erőnyerő                             | Rosa María Castillejo (ESP) · 5-1, 5-2 | Vang Huj-feng (Wang Hui-feng) (CHN) · 5-0, 5-6, 4-6 |                                        |                           | Lydia Czuckermann-Hatuel (ISR) · 5-1, 5-3 | Claudia Grigorescu (ROU) · 6-5, 2-5, 1-5 | kiesett                   | kiesett                            | kiesett                       | kiesett                 | 13.      |
| Sabine Bau Annette Dobmeier Zita-Eva Funkenhauser Monika Weber-Koszto Anja Fichtel-Mauritz | Tőr, csapat | 3. csoport · Románia (ROU) · 9-5 · Kanada (CAN) · 9-0 | 1.         |                                      |                                        |                                                     |                                        |                           |                                           |                                          |                           | Franciaország (FRA) · 8-8          | Egyesített Csapat (EUN) · 9-4 | Olaszország (ITA) · 6-9 |          |

## Vízilabda
| Német férfi vízilabdacsapat-játékoskeret                                                     | Német férfi vízilabdacsapat-játékoskeret                                                     |
| -------------------------------------------------------------------------------------------- | -------------------------------------------------------------------------------------------- |
| - Ingo Borgmann - Piotr Bukowski - Jörg Dresel - Torsten Dresel - Carsten Kusch - Frank Otto | - Raúl de la Peña - Guido Reibel - René Reimann - Hagen Stamm - Uwe Sterzik - Dirk Theismann |

### Eredmények
Csoportkör
A csoport
| Csapat                  | M | Gy | D | V | G+ | G– | Gk  | P  |
| ----------------------- | - | -- | - | - | -- | -- | --- | -- |
| Egyesített Csapat (EUN) | 5 | 5  | 0 | 0 | 50 | 32 | +18 | 10 |
| Egyesült Államok (USA)  | 5 | 4  | 0 | 1 | 40 | 24 | +16 | 8  |
| Ausztrália (AUS)        | 5 | 2  | 1 | 2 | 44 | 41 | +3  | 5  |
| Németország (GER)       | 5 | 1  | 2 | 2 | 38 | 41 | –3  | 4  |
| Franciaország (FRA)     | 5 | 1  | 1 | 3 | 38 | 42 | –4  | 3  |
| Csehszlovákia (TCH)     | 5 | 0  | 0 | 5 | 33 | 63 | –30 | 0  |

| 1992. augusztus 1. 16:30 | Németország (GER)    | 7–7 | Franciaország (FRA) | Játékvezetők: Vuszek Antal (HUN), Eugenio Martinez (CUB) |
| 1992. augusztus 1. 16:30 | (2–2, 2–2, 3–2, 0–1) |     |                     | Játékvezetők: Vuszek Antal (HUN), Eugenio Martinez (CUB) |
| 1992. augusztus 1. 16:30 | Peña 3               |     | Jeleff 3            | Játékvezetők: Vuszek Antal (HUN), Eugenio Martinez (CUB) |

| 1992. augusztus 2. 19:45 | Egyesített Csapat (EUN) | 11–7 | Németország (GER) | Játékvezetők: Franco Picchetto (ITA), Wim Keman (AHO) |
| 1992. augusztus 2. 19:45 | (4–3, 3–2, 2–0, 2–2)    |      |                   | Játékvezetők: Franco Picchetto (ITA), Wim Keman (AHO) |
| 1992. augusztus 2. 19:45 | Apanaszenko 3           |      | Peña, Reimann 2   | Játékvezetők: Franco Picchetto (ITA), Wim Keman (AHO) |

| 1992. augusztus 3. 12:00 | Németország (GER)    | 15–9 | Csehszlovákia (TCH) | Játékvezetők: Luis Cillero Zea (ESP), Radu Timoc (ROM) |
| 1992. augusztus 3. 12:00 | (2–2, 4–1, 6–3, 3–3) |      |                     | Játékvezetők: Luis Cillero Zea (ESP), Radu Timoc (ROM) |
| 1992. augusztus 3. 12:00 | Stamm 4              |      | három játékos 2     | Játékvezetők: Luis Cillero Zea (ESP), Radu Timoc (ROM) |

| 1992. augusztus 5. 17:30 | Németország (GER)    | 7–7 | Ausztrália (AUS) | Játékvezetők: Vuszek Antal (HUN), Manuel Benitez (PUR) |
| 1992. augusztus 5. 17:30 | (1–2, 3–2, 1–0, 2–3) |     |                  | Játékvezetők: Vuszek Antal (HUN), Manuel Benitez (PUR) |
| 1992. augusztus 5. 17:30 | J.Dresel, Reimann 2  |     | Clark, Wybrow 2  | Játékvezetők: Vuszek Antal (HUN), Manuel Benitez (PUR) |

| 1992. augusztus 6. 12:00 | Egyesült Államok (USA) | 7–2 | Németország (GER) | Játékvezetők: Alfred van Dorp (NED), Wim Keman (AHO) |
| 1992. augusztus 6. 12:00 | (1–0, 2–0, 3–2, 1–0)   |     |                   | Játékvezetők: Alfred van Dorp (NED), Wim Keman (AHO) |
| 1992. augusztus 6. 12:00 | Fischer, Rousseau 2    |     | Stamm, Reibe 1    | Játékvezetők: Alfred van Dorp (NED), Wim Keman (AHO) |

Az 5–8. helyért
D csoport
| Csapat             | M | Gy | D | V | G+ | G– | Gk | P |
| ------------------ | - | -- | - | - | -- | -- | -- | - |
| Ausztrália (AUS)   | 3 | 2  | 1 | 0 | 23 | 20 | +3 | 5 |
| Magyarország (HUN) | 3 | 2  | 0 | 1 | 28 | 27 | +1 | 4 |
| Németország (GER)  | 3 | 1  | 1 | 1 | 24 | 21 | +3 | 3 |
| Kuba (CUB)         | 3 | 0  | 0 | 3 | 22 | 29 | –7 | 0 |

| 1992. augusztus 8. 12:00 | Németország (GER)    | 7–8 | Magyarország (HUN) | Játékvezetők: Miroslav Radenovic (YUG), Richard Gunell (CAN) |
| 1992. augusztus 8. 12:00 | (3–2, 0–1, 2–3, 2–2) |     |                    | Játékvezetők: Miroslav Radenovic (YUG), Richard Gunell (CAN) |
| 1992. augusztus 8. 12:00 | Stamm 4              |     | Petőváry 3         | Játékvezetők: Miroslav Radenovic (YUG), Richard Gunell (CAN) |

| 1992. augusztus 9. 10:15 | Németország (GER)    | 10–6 | Kuba (CUB) | Játékvezetők: Eduard Prelovsky (TCH), Wim Keman (AHO) |
| 1992. augusztus 9. 10:15 | (2–2, 4–1, 1–1, 3–2) |      |            | Játékvezetők: Eduard Prelovsky (TCH), Wim Keman (AHO) |
| 1992. augusztus 9. 10:15 | Stamm 3              |      | Barreras 2 | Játékvezetők: Eduard Prelovsky (TCH), Wim Keman (AHO) |

| Csapat            | Helyezés |
| ----------------- | -------- |
| Németország (GER) | 7.       |